# Porcellana Ginori a Doccia

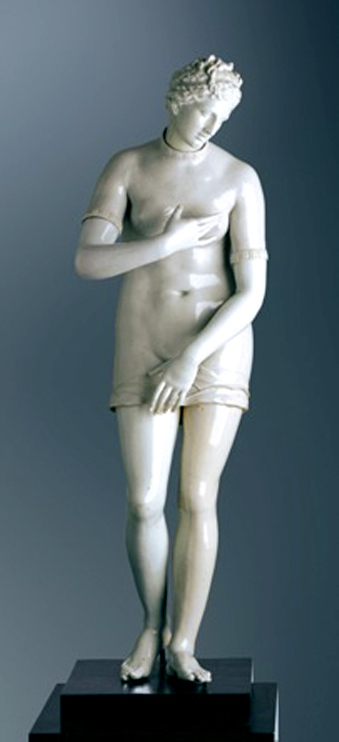
Gaspero Bruschi (?), Venere dei Medici (statua a grandezza naturale). Ginori a Doccia, 1747 c. Museo Richard-Ginori della Manifattura di Doccia.

La Porcellana Ginori a Doccia è stata una delle più prestigiose manifatture di porcellana europea. Nasce per volontà del marchese Carlo Ginori nel 1737, in una villa di sua proprietà a Doccia (oggi inglobata in Sesto Fiorentino). I discendenti di Carlo Ginori continueranno ad esserne i proprietari e a dirigerla fino al 1896, quando avverrà la fusione con la Società Ceramica Richard di Milano.
«Lo sviluppo artistico della Manifattura di Doccia si presenta particolarmente articolato e [...] specchio delle differenti situazioni storiche e culturali che si avvicendarono nella storia della Toscana nell'arco di circa centocinquanta anni, dalla caduta degli ultimi Medici agli anni di Firenze Capitale».

## Il primo periodo: Carlo Ginori
(Carlo Ginori, Teoria degli ingredienti atti a fare la porcellana)
La manifattura Ginori inizia la propria attività nel 1737 a Doccia, località a pochi chilometri dall'antico borgo di Sesto Fiorentino, nella villa che il marchese Carlo Ginori acquista all'inizio di quello stesso anno dal senatore Francesco Buondelmonti (1689 – 1774) limitrofa alla villa avita della sua famiglia. Nel mese di luglio del 1737 dai forni della manifattura esce una prima cotta; a sovrintenderla c'è il fornaciaio romano Francesco Leonelli, che lascia Doccia tra l'agosto e l'ottobre 1738.
Questi primi risultati sono il frutto delle ardite sperimentazioni che lo stesso marchese, conoscitore di testi alchemici e chimici e chimico egli stesso, metterà in atto. Inoltre alla formazione chimica di Carlo Ginori contribuisce significativamente anche l'intima amicizia con Giovanni Targioni Tozzetti, al punto che quel profondo rapporto ha erroneamente suggerito nel passato, per l'eminente naturalista fiorentino, il ruolo di arcanista nella manifattura Ginori agli inizi della sua attività. Questo è confermato dallo studio della documentazione nell'archivio Ginori che individua in Carlo "il solo ed unico arcanista" all'interno della manifattura.

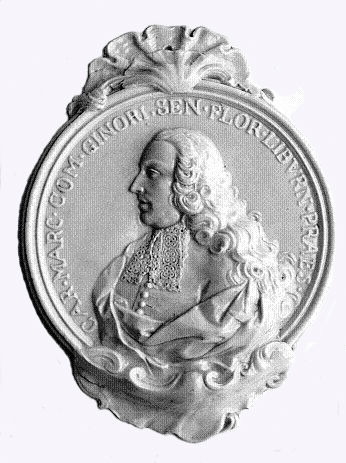
Medaglione in porcellana con il ritratto del marchese Carlo Ginori. Ginori a Doccia, 1745 c. Museo Richard-Ginori della Manifattura di Doccia.

A testimonianza dell'infaticabile ricerca sulla porcellana scriverà un fascicoletto intitolato Teoria degli ingredienti atti a fare la porcellana in cui annota esperienze fatte in fabbrica, inquietudini, aspettative personali, conoscenze di chimica e critiche ai testi chimici e alchemici noti.
In tal senso egli sovrintenderà sempre, per tutto l'arco della sua vita, alla composizione degli impasti, al reperimento delle migliori terre, tra cui quelle più adoperate provenienti dalla Valle del Tretto presso Vicenza e da Montecarlo, alla messa a punto dei forni, con la sua diretta presenza o tramite relazioni precise e curando, anche da lontano durante i frequenti viaggi, il buon andamento di tutto il processo di preparazione e cottura.
I tentativi iniziali riguardano quasi certamente soltanto maioliche e forse qualche timida prova per ottenere la porcellana, la produzione della quale viene rammentata per la prima volta il 6 luglio 1739, quando si registra un pagamento "a Fornacjai delle porcellane". Sarà Joannon de Saint Laurent, erudito lorenese e stretto collaboratore di Carlo prima e di Lorenzo Ginori dopo, ad attestarci che: "[..] la fabbricazione della porcellana è l'oggetto principale dell'impresa, mentre quella della maiolica non è che un puro accessorio ritrovato dalla felice memoria del signor marchese Carlo per sostenere più felicemente la prima".
Si conferma, quindi, che la sperimentazione sulla porcellana viene inizialmente supportata economicamente dalla produzione e dalla vendita della maiolica e, nel citare la "felice memoria", la familiarità e l'attenzione per la ceramica che aveva nutrito Carlo in ambiente familiare sin dall'età giovanile.

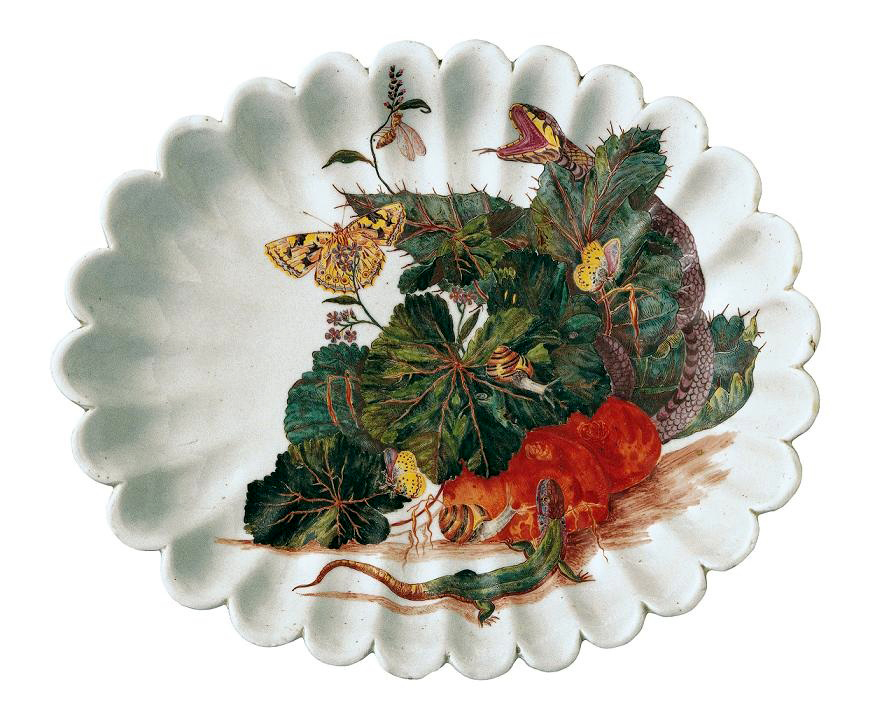
Anton Anreiter von Ziernfeld, Fruttiera decorata con Piante e serpi dipinte al naturale. Ginori a Doccia, datata 1746. Museo Richard-Ginori della Manifattura di Doccia.

Le prime porcellane di Doccia databili risalgono al 1740: si tratta di alcune tazzine finemente dipinte dal capo pittore della manifattura, Johann Carl Wendelin Anreiter von Zirnfeld, e da questi portate a Vienna, per essere donate al futuro Granduca di Toscana, Francesco Stefano di Lorena, come per la prima volta aveva rammentato nel 1963 Leonardo Ginori Lisci. Il viaggio dell'Anreiter è carico delle speranze di Carlo Ginori volte ad ottenere dal Granduca "[..] la sospirata privativa per la produzione di porcellana nel Granducato di Toscana", che avviene il 3 marzo 1741 tramite il presidente del consiglio di reggenza Marc de Beauvau, principe di Craon.
Carlo Ginori aveva convinto il giovane Carl Anreiter a seguirlo a Firenze nel 1737 in occasione del suo viaggio a Vienna per rendere omaggio al nuovo Granduca di Toscana; si tratta di un pittore di notevoli qualità: nasce a Schemnitz, l'attuale Banská Štiavnica in Slovacchia, da genitori di Bolzano, città dove passa tutta la fanciullezza; eseguiti studi artistici, si trasferisce nella capitale austriaca dove entra come decoratore stipendiato nella manifattura di Claudius Innocentius du Paquier, per operare, poi, come Hausmaler.

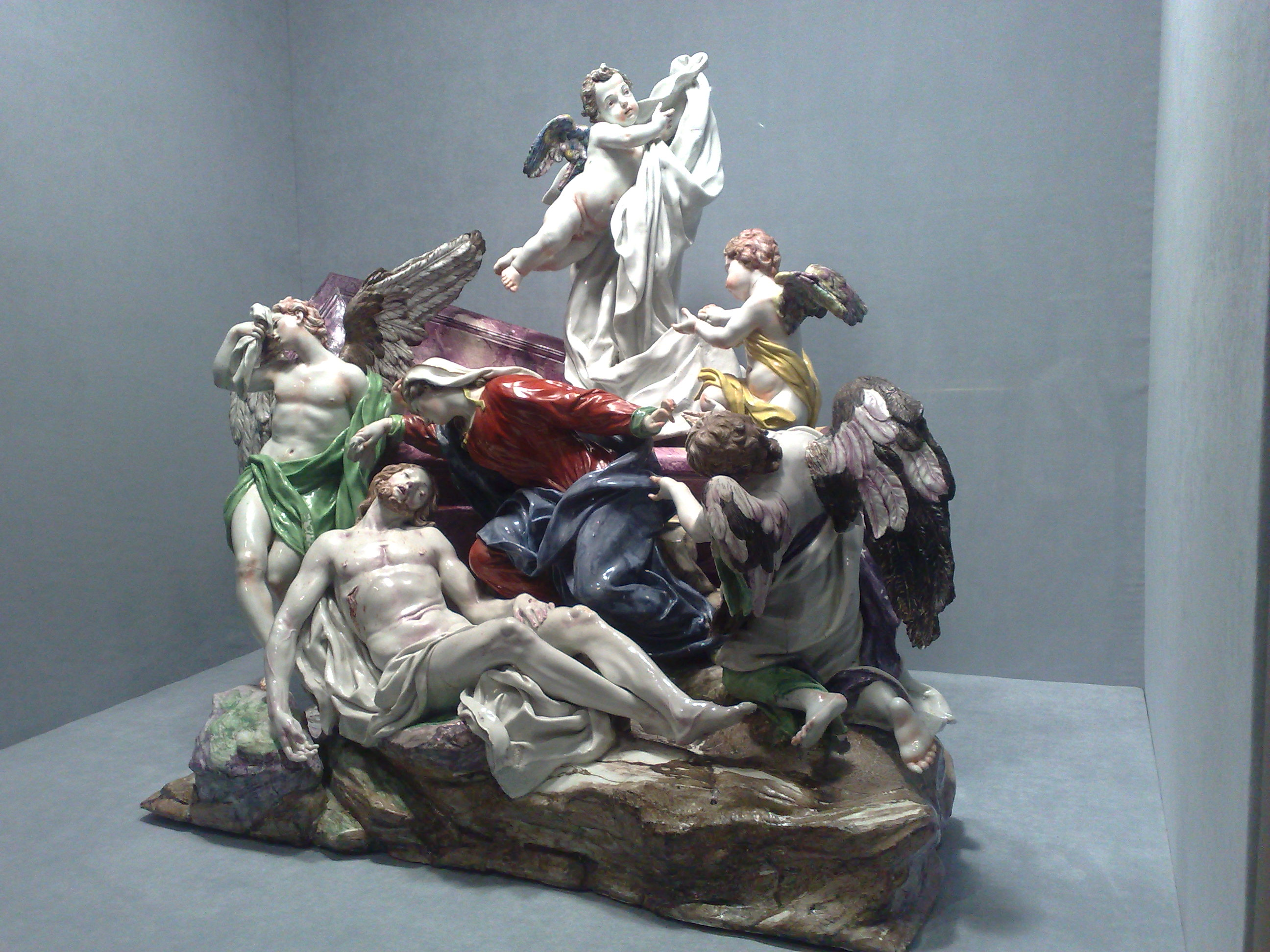
Gaspero Bruschi, Pietà, (da un modello di Massimiliano Soldani Benzi). Ginori a Doccia, 1745 c. Los Angeles County Museum of Art.

Lo assume con regolare contratto sia come pittore in prima persona sia come capo dei pittori per "dorare, e dipingere di smalto sopra terre, porcellane, ed altro, e per insegnare tutto quello che sa a chi gli sarà ordinato dal predetto Sig. Co. Ginori", giunge a Firenze con la moglie ed i figli; tra questi Anton Anreiter, che sarà un ottimo pittore su porcellana prima a Doccia poi a Vienna.
Il marchese Carlo Ginori, personalità di spicco nel panorama europeo della prima metà del Settecento, a livello politico, scientifico e culturale, si contorna immediatamente di elementi che in breve tempo porteranno la Fabbrica da lui fondata a rivaleggiare, per qualità stilistica e formale, con quelle più importanti in Europa.
Fra quelli degni di nota:
- Gaspero Bruschi, giovane scultore, già allievo dell'Accademia delle Arti del Disegno di Firenze, che viene chiamato a dirigere la sezione "per le stanze dei modelli e forma";[19]
- Johann Georg Deledori, denominato Giorgio delle Torri anche negli studi più recenti, austriaco, è a capo del reparto delle fornaci;[20]
- Jacopo Fanciullacci[N 12] in un primo tempo affiancherà il Deledori, per poi sostituirlo nella primavera del 1743, quando questi ritornerà a Vienna,[22] e per divenire successivamente responsabile anche del "preparamento delle terre e delle vernici";
- Nicholas Lhetournaus,[N 13] ceramista originario di Nevers in Francia, chiamato a dirigere la manifattura di maiolica "nella sua casa di campagna a Doccia", che morirà solo pochi mesi dopo il suo arrivo a Firenze.[12]

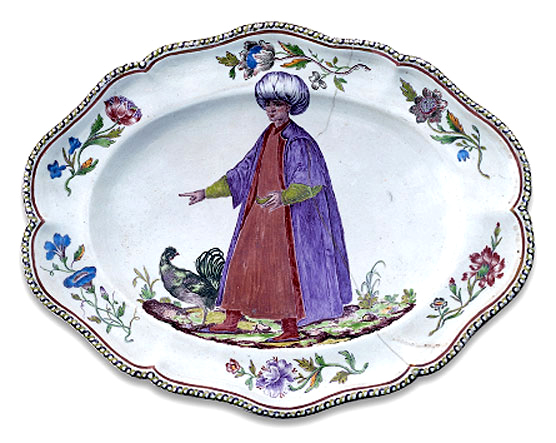
Vassoio con figura di nobile turco. Ginori a Doccia, 1745 c. Museo Richard-Ginori della Manifattura di Doccia.

L'idea del marchese Carlo di dare una continuità ed una omogeneità artistica e produttiva alla manifattura si percepisce in particolare dal costante tentativo di creare una scuola all'interno della fabbrica, dove maestri sono gli stessi artisti ed allievi le maestranze più valide e volenterose, e dalla circostanza che Carlo Ginori riesce anche a far riservare due posti per i più promettenti giovani alla famosa Accademia delle Arti del Disegno di Firenze.
Per comprendere appieno il genio industriale del marchese Ginori, occorre ricordare che la fabbrica viene impiantata utilizzando per la quasi totalità i coloni della fattoria di Doccia, che divengono in breve tempo pittori, tornitori, fornaciai, manipolatori di paste con risultati sorprendenti.
Quanto alle famiglie decorative in uso alla manifattura Ginori nel primo periodo, Alessandro Biancalana rileva la presenza d'inventari non esaustivi da cui trarre notizie per le varie tipologie decorative. Infatti ritiene che "Il primo di tali elenchi è quello contenuto nell'Inventario delle porcellane e Maioliche ritrovate in essere questo dì 25 ottobre 1743 nel Magazzino in mano a Giuseppe Sarti".

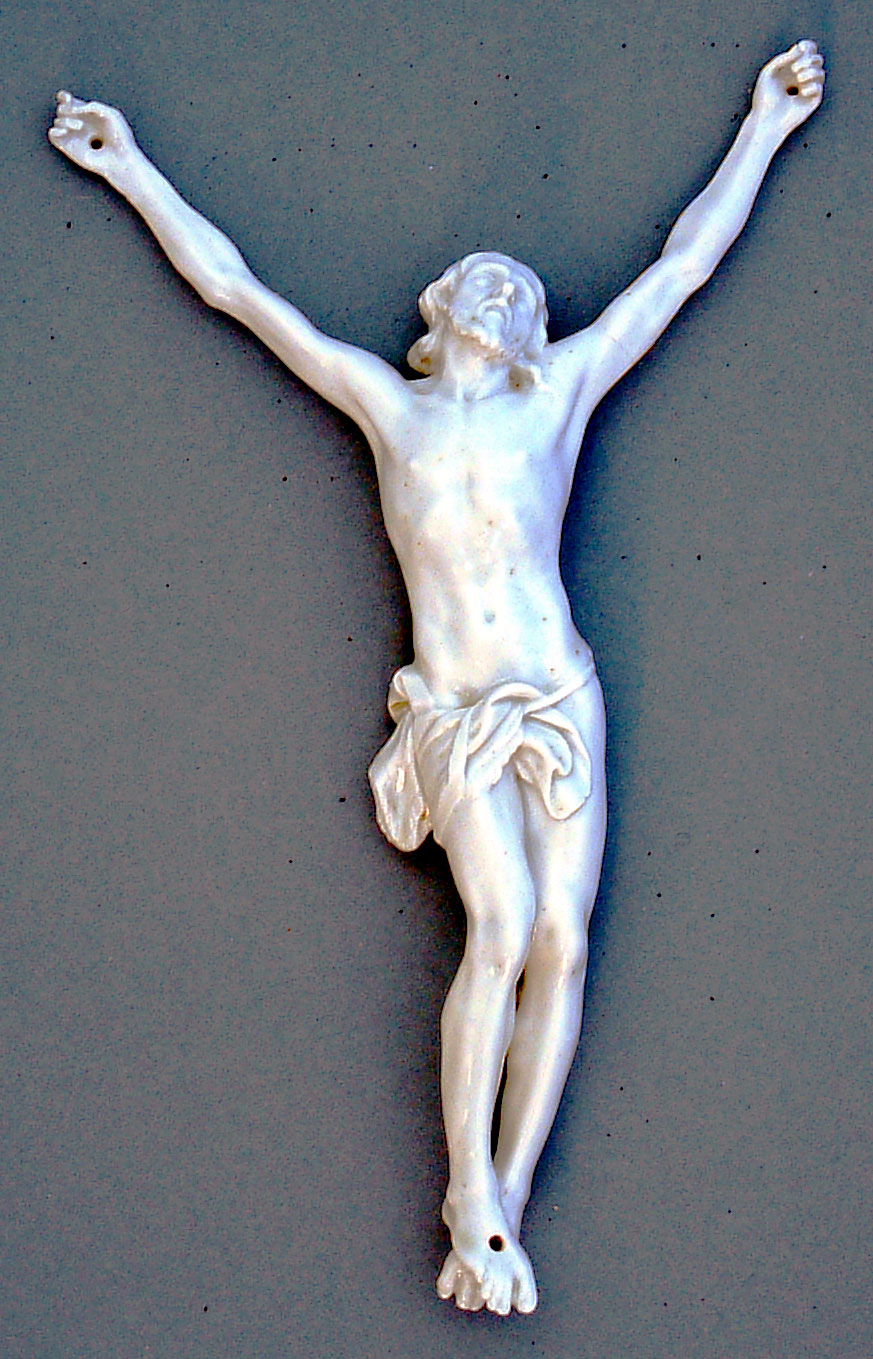
Crocifisso in porcellana. Ginori a Doccia, metà del XVIII secolo.

Nel tempo si è tentata più volte una codifica di queste decorazioni, trovandosi spesso di fronte a qualche decoro che non era riconducibile a nessun oggetto, o documento conosciuto, ma se si vuole tentare di trovare un filo conduttore nello studio di tali decorazioni, si devono tenere presenti diversi fattori: le prove vere e proprie, la presenza di pezzi unici, la genialità e l'estro dei pittori più bravi, le commissioni patrizie e gli ordinativi delle corti, i rimpiazzi eseguiti in fabbrica e gli elenchi redatti in manifattura.
Fra i decori più diffusi: il decoro "a stampa", oggi comunemente definito "a stampino", rigorosamente in bianco/blu, e uno dei primi eseguiti dalla Fabbrica di Doccia, "a galli" (in nero/rosso/oro, in blu/oro e in verde) di chiara derivazione asiatica, a "ciocchetti di fiori", quello detto "alla sassone" e "a tulipano"; si tratta, in questi ultimi due casi, di una definizione moderna, che non trova riscontro negli elenchi di fabbrica.
Sono fra i più ricercati e frutto, in alcuni casi, della contaminazione sia con le tipologie di derivazione orientale, sia con i temi di battaglia (per quest'ultimo la d'Agliano, propende più per un'autonoma interpretazione di Carl Wendelin Anreiter) sperimentati con successo a Meissen (di esempio le pitture in oro di Johann Gregorius Höroldt) sin dal 1723: il decoro "a paesi rossi", "a chinesi tutti ad oro ricchissimo", "a palazzi chinesi", "a bassorilievo istoriato" e all'orientale con le rarissime figure di "Turchi" ispirate alle tempere di Jacopo Ligozzi, tutti tipici fin dai primi anni. Le fonti più certe per uno studio scientifico dei decori sono senza dubbio quelle che si ricollegano agli elenchi di produzione e di vendita, redatti nei vari periodi di vita della manifattura Ginori e quelle che si estrapolano dagli scambi epistolari.
È forse nel campo della scultura, anche di carattere religioso, che la fabbrica Ginori si caratterizza maggiormente nei primi anni di produzione, dando vita ad ardite espressioni plastiche di notevoli dimensioni realizzate dal capo modellatore Gaspero Bruschi. Egli seguendo le indicazioni di Carlo Ginori s'ispirerà ai modelli di epoca classica, in continuità con la koiné "[..] culturale classicista propria del mondo artistico fiorentino, che, per certi aspetti, anticipa di qualche decennio lo stile del neoclassicismo, formando quasi un ponte tra la scultura barocca toscana e le prime avvisaglie di quello che sarà il neo-classicismo." Questa sarà la principale differenza fra la manifattura di Doccia e le altre manifatture italiane nella prima metà del XVIII secolo.

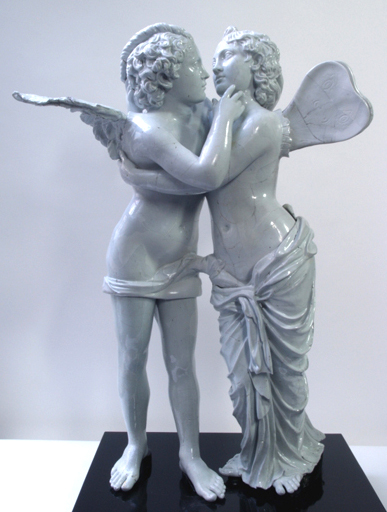
Gaspero Bruschi, Amore e Psiche, Ginori a Doccia 1747. Museo internazionale delle ceramiche in Faenza.

Costituiscono un corpus di opere pregevoli i grandi gruppi che vengono realizzati tra il 1747 ed il 1755 circa: si tratta prevalentemente di soggetti di derivazione mitologica e religiosa ed i prototipi sono spesso tratti da scultori del tardo barocco fiorentino, come Massimiliano Soldani Benzi, Giovan Battista Foggini, Giuseppe Piamontini, Girolamo Ticciati, Agostino Cornacchini, dai quali, direttamente o dagli eredi, Carlo Ginori aveva iniziato a comprare i modelli sin dal 1737. Anche gli scultori del Barocco romano, Bernini, Algardi e Pierre Legros, principalmente, anche se in misura minore rispetto ai precedenti, fungono da fonte, per le sculture di Doccia.
Ai maggiori scultori dell'epoca si aggiungono nomi di bronzisti, gessaiuoli, incisori e intagliatori a cui Carlo Ginori ricorre sia per i modelli scultorei sia per i decori a rilievo. Da Filippo Bosi a Orazio Filippini, al "noto incisore fiorentino Carlo Gregori", ad Andrea Scacciati, Gio Batta Ricchini e Jacopo Bronzoli. Oltre all'amata Firenze diverse le città da cui fece pervenire modelli: Marsiglia, Lucca, Parigi e in particolare Roma dalla quale provengono, sin dai primi anni di fondazione della manifattura, molti modelli. Carlo Ginori si preoccupa infatti di inviare a Roma i suoi modellatori e gessaiuoli migliori, come Filippo Della Valle, Bartolomeo Cavaceppi e Francesco Lici, per realizzare le copie da riprodurre in porcellana; di questo intenso lavoro abbiamo una testimonianza nella vasta corrispondenza tra il marchese e l'erudito e incisore romano Guido Bottari a cui si rivolge per le sue conoscenze nella curia romana, nonché dalle frequenti e documentate spedizioni, di casse con i modelli, dalla città eterna.
Inoltre si hanno notizie circostanziate sulle notevoli misure, a volte a grandezza naturale, in cui vengono realizzati i modelli tratti dalle sculture, fra le quali è noto il Crepuscolo di Michelangelo dalla Sagrestia Nuova di San Lorenzo in Firenze.

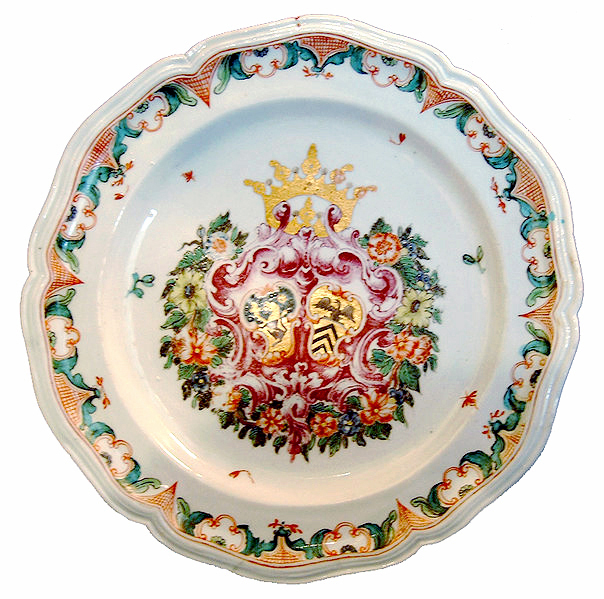
Piatto decorato con stemma della famiglia Isola Marana di Genova. Ginori a Doccia, metà del XVIII secolo.

Come già annotava nel 1932 Giuseppe Morazzoni, la manifattura di Doccia, nella dimensione delle plastiche, riuscirà ad eguagliare e forse a superare la celebrata manifattura di Meißen in ideale continuum, specifica oggi Biancalana, con la grande tradizione fiorentina dei Della Robbia a cui il marchese Ginori guardava con ammirazione, sia per l'aspetto innovativo che li aveva portati alla ribalta del Rinascimento fiorentino con la realizzazione di grandi opere plastiche in terracotta invetriata, sia per la ricerca "scientifica" sui materiali propri all'arte figulina di cui erano stati ottimi sperimentatori.
Richiamandosi ai Della Robbia, Carlo Ginori otteneva un duplice risultato: da una parte "svincolava così la porcellana da una funzione meramente di uso corrente e dall'altra effettuava un recupero formale ed ideologico con il Rinascimento [..] ".
Di questa volontà sono testimonianza alcune realizzazioni giunte sino a noi e tra queste: il celebre gruppo di "Amore e Psiche", eseguito una prima volta dallo stesso Bruschi nel 1747 da un modello ellenistico conservato agli Uffizi e di cui si conoscono due repliche più piccole, la "Pietà grande Corsini", la riedizione del celebre "Laocoonte", la superba "Macchina" o "Tempietto dedicato alla Gloria della Toscana" per l'Accademia Etrusca di Cortona, della quale nel 1756 Carlo Ginori era diventato Lucumone, solo per citarne alcune, e i bassorilievi istoriati fra cui ben nota è la serie delle "Quattro stagioni", realizzata da Anton Filippo Maria Weber.
Nei servizi per la tavola l'ingegno degli artefici della manifattura si esprime, nelle caffettiere, teiere, zuppiere, zuccheriere, sia nei ricercati esempi a doppia parete con traforo, sia nelle raffinate decorazioni impreziosite dagli stemmi araldici delle committenze patrizie.

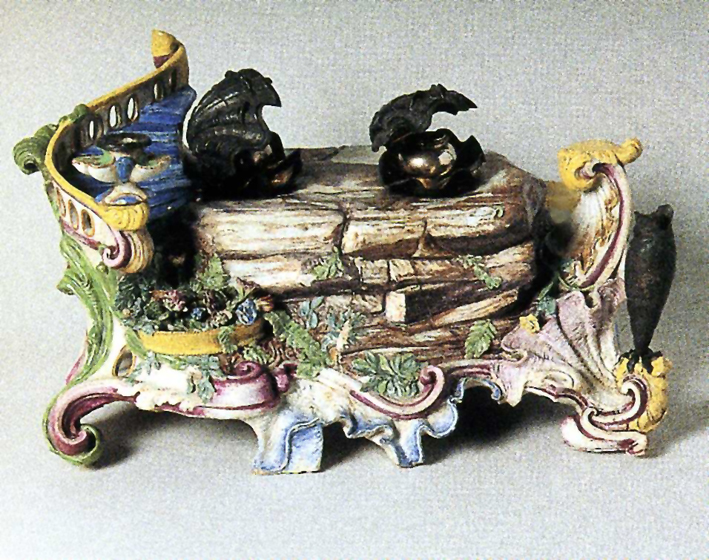
Grande calamaio in forma di architettura di giardino. Ginori a Doccia, metà del XVIII secolo. Gazzada Schianno, Museo di Villa Cagnola.

Molteplici sono gli esempi giunti sino a noi decorati con stemmi d'importanti famiglie patrizie: dall'Elettrice Palatina Anna Maria Luisa de' Medici ai Brignole, i Gerini e Franceschi, i genovesi Isola Marana, i Capponi, i Gozzadini e Del Vernaccia, Lignani Boccadiferro, Frescobaldi, Castelli e Pasquali a cui si aggiungono i pregevoli esempi con gli stemmi dei cardinali Ludovico Maria Torriggiani e Gianfranco Stoppani.

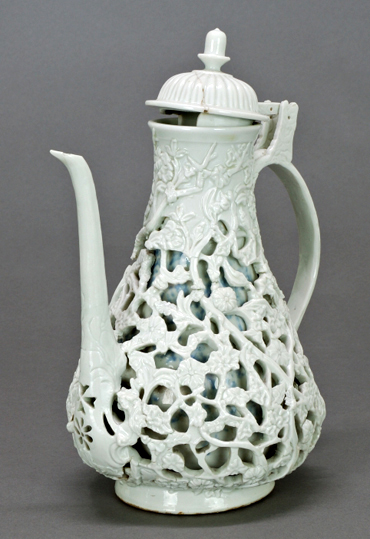
Caffettiera a doppia parete. Ginori a Doccia, secondo quarto del XVIII secolo. Museo internazionale delle ceramiche in Faenza.

Anche nel campo delle cosiddette "galanterie", tra cui le tabacchiere, i porta profumo e i pomi per spade e bastoni, la fabbrica di Doccia si pone su un piano di assoluta eccellenza utilizzando, fin dai primi anni di produzione, i migliori pittori per eseguire le decorazioni. Sono documentate infatti opere di Carl Anreiter, Giovan Battista Fanciullacci, Angiolo Fiaschi, Gioacchino Rigacci e Lorenzo Masini.
L'attenzione della manifattura di Doccia verso questa particolare produzione è confermata dalla creazione di un "Laboratorio degli argentieri", per rifinire in metallo prezioso tabacchiere e porta profumo, sotto la direzione di esperti: all'inizio il francese Jean-François Racein, poi il tedesco Johann Georg Komette e infine dal 1758 dopo la morte di Carlo Ginori, il figlio Lorenzo chiamerà Michele Taddei.
Certo, i primi momenti non dovettero essere facili: la difficoltà nel reperimento dei materiali, specie le terre, con la conseguente necessità di continui esperimenti, faranno sì che almeno fino alla morte di Carlo Ginori, avvenuta nel 1757 a Livorno, città della quale era stato nominato Governatore qualche anno prima, la manifattura non produrrà utili, ma solo perdite e questo nonostante l'impegno, una volta ottenuta la privativa dal principe di Craon, ad aumentare i lavoranti nella manifattura e ad incentivare l'apertura di negozi per la vendita delle sue porcellane. Il principale sarà quello di Giuseppe Sarti in Firenze inaugurato tra il 1742 ed il 1743, a cui seguono rapidamente quelli di Fallani, Montauti, Tondelli e Raugi unitamente allo spaccio in via De Ginori, sempre in Firenze.
Altre città vedono nascere punti vendita: a Lucca (con ben tre negozi), Livorno con l'importante magazzino e laboratorio, Bologna, Napoli, mentre all'estero si riforniscono, non senza difficoltà, Lisbona, Tarragona, Madrid e Costantinopoli. Inoltre l'intraprendenza del marchese Ginori lo conduce a tentare (con scarsa fortuna) sbocchi nelle Indie Orientali inviando casse di prodotti per saggiare il gradimento delle sue porcellane, ed entrare in concorrenza con quelle cinesi e giapponesi dominanti nel sud est asiatico, e da oltre un secolo importate con successo in tutt'Europa dalle diverse Compagnie delle Indie Orientali.

### Le decorazioni pittoriche
Si riporta un elenco dei decori conosciuti (omettendo le varianti meno significative) rilevabili sia nell'Inventario delle porcellane e Maioliche ritrovate in essere questo di 25 ottobre 1743 nel Magazzino in mano a Giuseppe Sarti, sia nei tariffari del 1747 per le porcellane bianche e policrome oltre a quelli riscontrabili negl'inventari redatti alla morte di Carlo Ginori nel 1757. Da tutti sono naturalmente escluse le produzioni particolari, e quindi fuori catalogo, eseguite per le committenze patrizie. In corsivo quanto risulta dagli antichi inventari, virgolettate le titolazioni recenti:

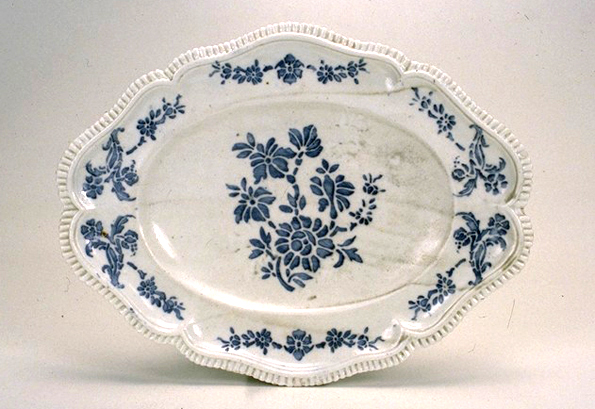
Vassoio decorato "a stampino". Ginori a Doccia, secondo quarto del XVIII secolo. Museo internazionale delle ceramiche in Faenza.

- A stampa, oggi detto "a stampino": il nome prende spunto dalla tecnica esecutiva. Per il decoro, rigorosamente in blu, venivano usati la carta, la pelle di agnello o sottili lastre di rame, e seguendo le linee di un disegno floreale stilizzato, ne veniva traforata la superficie. Dopo si appoggiava sul biscotto e con il colore se ne campivano i vuoti. La semplice tecnica s'ispirava ai decori in bianco/blu delle porcellane Medicee della fine del Cinquecento, e consentiva una facile esecuzione per le maestranze di Carlo Ginori, artigiani e contadini della fattoria convertiti alla produzione ceramica. Ben presto ne verrà acquisita un'ottima padronanza e fra i migliori esecutori di questa tipologia si segnala Bastiano Buonamici detto "Micio" o "Miccio", attivo nella fabbrica dal 1747 al 1763. Fra i primissimi decori di Doccia, incontrerà un grande successo e sarà replicato fino "all'Ottocento inoltrato in forme sempre più essenziali e schematiche".[40]
- A riporto: tecnica che anticipa sin dal 1750 la stampa a trasferimento termico diffuso in Inghilterra dal 1756. Menzionato negli inventari come decoro a stampa è frutto di un'elaborata sequenza per trasferire sul biscotto un'incisione preventivamente fatta su rame. In una fase successiva veniva rifinito a mano libera. Esempi di questa rara decorazione in blu esemplificano, con misurata eleganza, sia il gusto per la veduta (si conosce una veduta di Venezia tratta dalle stampe di Antonio Visentini) sia temi mitologici e allegorici.[41]
- A giuochi di bambini: si conoscono due versioni di questa decorazione, una più semplice, con tecnica a riporto in blu sottovernice chiamata anche a puttini blau, ed una più ricca su fondi gialli o bianchi contornata da rabescature in oro. Trova la sua ispirazione iconografica nelle stampe di Jacques Stella e avrà successo, ma breve vita, sia nella manifattura Ginori (non compare più sin dall'inventario del 1757) sia in quella viennese di Du Paquier.[42]

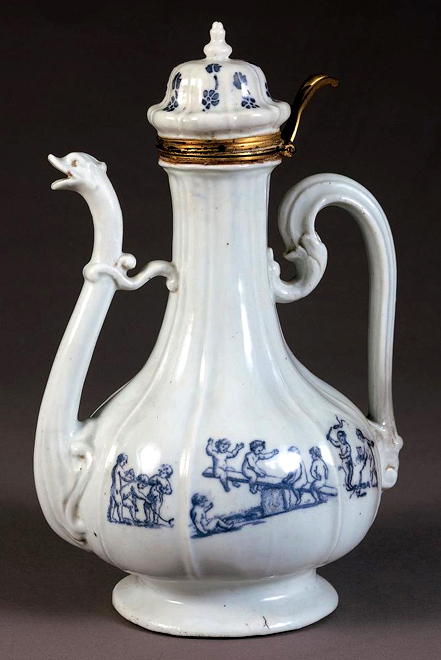
Caffettiera decorata a giochi di puttini in blau (tecnica a riporto). Ginori a Doccia, 1745-50. Museo Richard-Ginori della Manifattura di Doccia.

- A paesi rossi o di porpora: le ispirazioni per questa tipologia decorativa risentono del favore che la decorazione di paesaggio aveva incontrato nella seconda metà del Seicento in tutt'Europa. I pittori della manifattura guarderanno, fra i tanti, ad Annibale Carracci e Alessandro Magnasco, quest'ultimo ben conosciuto alla corte fiorentina per essere il maestro della moglie di Ferdinando de' Medici. Sempre con il tema del paesaggio dipinto in rosso su fondi bianchi, all'interno di riserve, si conoscono varianti su fondi gialli e verde mela (descritta negli inventari a paesini rossi e Camicia verde). Nel primo periodo ne furono i principali interpreti Giuseppe Romei e successivamente Carlo Ristori. Questo decoro sarà eseguito a Doccia fino alle soglie del XIX secolo.[43]
- A fiori europei: presente sin dai primissimi anni della produzione costituirà un elemento portante della decorazione docciana. Ispirato alle pitture naturalistiche dei primi anni del Seicento fiorentino guarda al "deutsche blumen: papaveri, crisantemi, roselline" delle coeve manifatture di Meißen e Vienna con il decoro, descritto negli inventari, a ciocche e fiori ad uso di germania e a due formelle in campo bleu rabescate d'oro con fiori nel mezzo e bordi d'oro. Si ritroveranno anche raffinate interpretazioni con fiori e insetti colorati anche entro riserve bianche su fondi blu, un colore tanto in voga nella manifattura di Sèvres. Altre diciture per queste decorazioni: alla cappuccina e blau con farfalla, a farfalle, e dipinte con insetti. Questi ultimi trovano spunti iconografici nei disegni tardo cinquecenteschi di Georg Hoefnagel e figlio. Il decoro a fiori europei, che nel primo periodo non ha precisi riscontri negli elenchi di fabbrica, nella letteratura recente viene chiamato genericamente "mazzetto" e godrà di grande apprezzamento fino alla metà dell'Ottocento, replicandosi però con un tratto pittorico sempre meno incisivo, quasi seriale e sensibile al susseguirsi degli stili.[44]
- A figure tutte in oro: si presenta come una fra le più raffinate decorazioni eseguite a Doccia nel primo periodo e trova i suoi antecedenti nelle scene di vita quotidiana cinese che avevano contaminato stilisticamente l'Europa sin dalla metà del Seicento. I prototipi di queste decorazioni su porcellana sono rinvenibili nei lavori degli Hausmaler di Augusta, i fratelli Abraham e Bartholomaus Seuter e nella bottega degli Aufenwerth che decoravano pezzi bianchi provenienti da Meißen. È probabilmente a loro che s'ispirano i delicati decori di Carl Anreiter a cui seguono, accompagnando nei decenni successivi e almeno fino al 1760 la fortuna di questa tipologia decorativa, i migliori pittori di Doccia fra i quali emergono Giuseppe Niccheri e Angiolo Fiaschi. Se all'inizio il tema decorativo è realizzato in monocromia dorata, poco dopo si aggiungono, a contorno, esili intrecci di ornati (ispirati alle arabescature da cui l'utilizzo del termine negli antichi inventari) in rosso e oro, a volte policromi, unitamente a ciocchetti di fiori. Nelle sue varianti in oro e policromia è citato negl'inventari come decoro con formella rossa a rabesco e figura cinese lavor fine, o Alla Sassonna con oro bellissime, oppure Miniato alla Sassonna con rabeschi d'oro. Legato al vasto mondo iconografico di derivazione orientale è anche il decoro a palazzi chinesi, sia in oro o a colori, che avrà breve vita e trova i prodromi nelle decorazioni viennesi di Du Paquier tratte probabilmente dalle stampe di Johan Nieuhof.[45]
- In blu a figure e paesaggi o a fiori bleu alla chinese: decoro che prende prevalentemente ispirazione dalle porcellane Ming e Qing (Kangxi) importate con successo in occidente dal XVI al XVII secolo; queste porcellane avevano suggestionato verso la fine del Cinquecento i Medici che, nel tentativo di imitarle, erano riusciti a produrre la cosiddetta "porcellana artificiale" a pasta tenera, ben presente nella memoria di Carlo Ginori. I temi decorativi, dipinti rigorosamente in bianco/blu e frequentemente ripartiti a quartieri (nel decoro definito attualmente "floreale in blu sottovernice di stampo asiatico"), risentono anche delle maioliche di Delft che, ricalcando quelle orientali, da oltre un secolo contendevano a quelle cinesi il mercato europeo. Il decoro docciano d'ispirazione orientaleggiante, sarà contaminato anche da riferimenti stilistici alle porcellane giapponesi Imari, anch'esse importate in Europa sin dalla seconda metà del Seicento dalle diverse Compagnie delle Indie.[46]

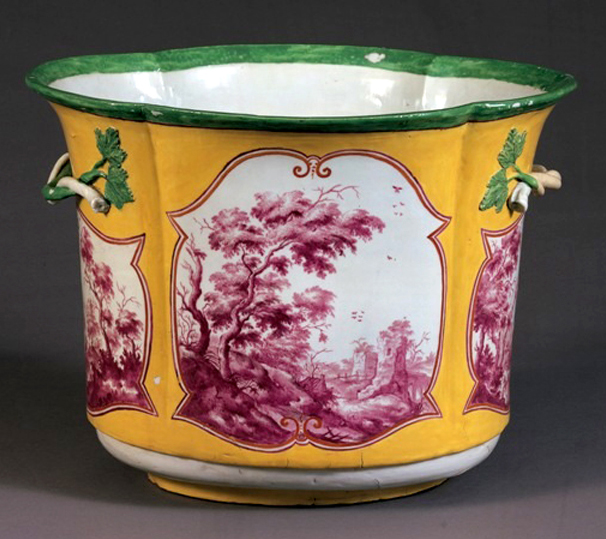
Rinfrescatoio decorato a paesi rossi entro riserve su fondo giallo. Ginori a Doccia metà del XVIII secolo. Museo Richard-Ginori della Manifattura di Doccia.

- Alla rosa canina o alla rosa oppure alla rosa spinosa: trattasi di un singolo racemo, ricurvo, fogliaceo con bocci e finale a rosa aperta, dipinto in blu intenso e raramente contornato da insetti policromi sparsi. Documentato prevalentemente durante il primo periodo si trova qualche esemplare in "masso bastardo" fino al 1760, forse eseguito per rimpiazzo.[45]
- Con rilievi di fiori e foglie o con fiori a bassorilievo oppure bianco con rilievi di fiori e foglie: decoro a bassorilievo che trae spunto dai blanc de chine cinesi del Fu-Chien. Consiste in un fiore di pruno a bassorilievo a volte colorato in monocromia rossa, a volte in rosso e oro, oppure bianco con tocchi d'oro, sempre su fondi bianchi. Così nelle caffettiere, teiere e tazzine o nelle "chicchere" (tazzine di foggia a campana rovesciata, senza manico). Questo decoro viene riferito, negli inventari della famiglia Mansi a Lucca, a pezzi tutti bianchi con riporti di fogliami all'uso del Giappone di cui sono dispersi gli esemplari; inoltre dagli inventari Ginori viene citato uno sconosciuto decoro a fiore di pruno in verde.[47]
- "A siepe tagliata": decoro che trae la sua origine dalla tipologia decorativa giapponese Kakiemon[48] dalla caratteristica tavolozza a colori tenui e con soggetti di paesaggio, stilizzazioni di abitazioni o semplici recinti, arricchiti da piccoli racemi fioriti (sparsi) e una piccola fenice in volo. Al contrario del successo che troverà nella manifattura di Meißen, a Doccia sarà poco rappresentato e avrà breve vita. Fra le varianti decorative fa eccezione un esemplare di notevole qualità e di maggior campitura, citato come decoro alla giapponese con ornamenti e uccelli, dipinto con un giardino orientale alberato, una grande fenice in primo piano e tralci di fiori sulla tesa, conservato al Museo Richard-Ginori della Manifattura di Doccia.[49]
- "A tavolino": decoro che ricalca il Tischchenmuster di Meißen in uso sin dal 1725 in quella manifattura. All'origine d'ispirazione giapponese con il caratteristico oro sopravernice, il rosso ferro ed il blu sottovernice, viene eseguito in modo quasi seriale e sempre più schematico fino al 1760.[50]
- Con fiori color di porpora o rosso nel mezzo e con fiorellini all'intorno e qualche doratura: probabilmente a questa denominazione citata negli inventari si rifà uno dei decori più conosciuti della manifattura di Doccia, il celebre "Tulipano". Inizia ad essere eseguito intorno al 1740 e trae ispirazione sia dai decori cinesi della tipologia "famiglia rosa", sia dalle coeve pitture giapponesi di Imari molto esportate in occidente e al massimo della loro fama. Sarà tuttavia nel secondo e nel terzo periodo che questa decorazione troverà larga applicazione nei manufatti e costituirà, unitamente al "mazzetto di fiori", il motivo portante e più commerciale fra le tipologie eseguite in fabbrica. Il decoro è costituito da una grande peonia stilizzata, e non da un tulipano da cui erroneamente prende il nome, dipinta nelle gradazioni del rosso ferro, dalla quale si dipartono fiorellini e foglie.[51]
- A galli neri, ed oro: anche questo motivo ha una larghissima diffusione e trae le fonti iconografiche sia da soggetti dipinti sulle porcellane cinesi del periodo Kangxi, sia da stampe del cinquecentesco Giovanni Maria Pomedello. L'apparizione a Doccia di questa tipologia decorativa si riscontra, a partire dal 1747, in alcuni pezzi dipinti a galli solitari o che si affrontano in combattimento su sfondi rocciosi, nei colori nero ed oro. Poco dopo, intorno al 1750, il tema dei galli viene dipinto in blu e oro, blu, rosso e oro, in monocromia rossa o, in rari esemplari, verde. Diversi i pittori di questo decoro segnalati negli inventari del primo periodo: Antonio Carraresi, Francesco Pintucci e Ferdinando Campostrini. Sarà eseguito con continuità fino al secondo quarto del XIX secolo ma nelle ultime decadi del Settecento fino al 1820 circa verrà dipinto quasi esclusivamente in monocromia rossa.[52]
- Vi sono altre tipologie decorative, citate negli inventari e di cui conosciamo pochi esemplari, ma che per qualità pittorica meritano di essere segnalate: quelle Dipinte rosse a istorie sagre con infinità di figure, Alla giapponese con oro (che avrà una certa diffusione nel primo periodo), Con frutta lavor fine e "Con la serie dei mesi dell'anno", per dar conto delle più significative.

### Le opere plastiche

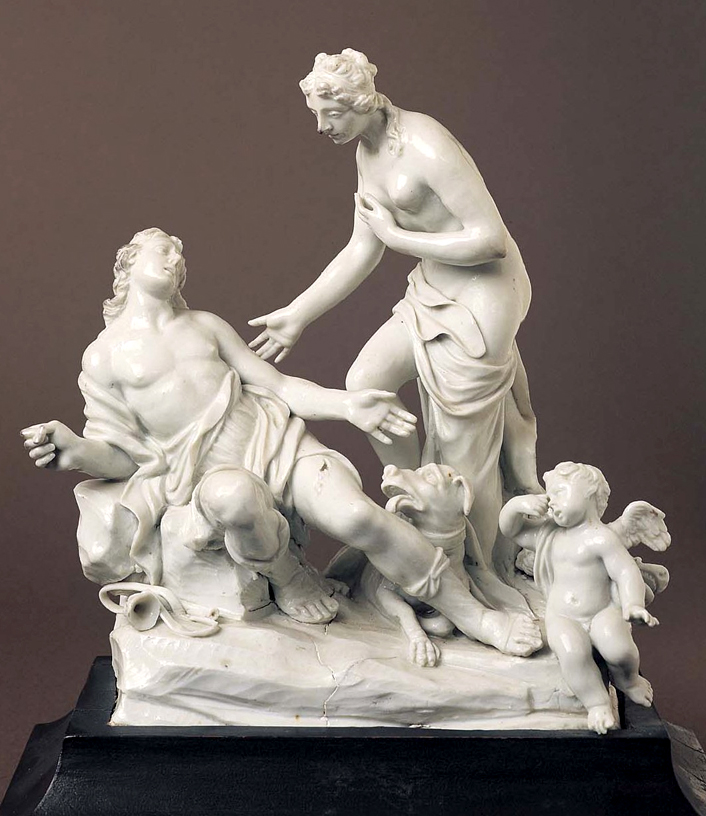
Venere e Adone, Ginori a Doccia, 1750. c. Museo Richard-Ginori della Manifattura di Doccia.

#### I soggetti più noti tratti dalla mitologia e dalle opere dell'età classica
- Gaspero Bruschi, Amore e Psiche, (1747). Faenza, Museo internazionale delle ceramiche in Faenza.[53]
- Gaspero Bruschi, Amore e psiche, (1748). Torino, Museo civico d'arte antica.[N 25]

Le fogge traggono spunto da tre modelli scultorei: una scultura in marmo di derivazione ellenistica, un bronzo di Massimiliano Soldani Benzi e uno del Foggini. A conferma compare nella corrispondenza epistolare di fabbrica menzione di due dei tre modelli:
"Si sta mettendo insieme il Gruppo di Amore e [P]Siche che non è riescito cattivo [..]" e più avanti "Il gruppo della Capra va adesso in fornace e cotto si manderà subito quello di Amore e Psiche non riesce cattivo, di egual colore e saldo, salvo che le teste non si accostano quanto l'originale, ma però pole stare."
Della buona riuscita dei diversi modelli Carlo Ginori chiede conto più volte al Bruschi durante il 1747 e l'attesa è testimoniata da una lettera in cui spera che "L'Amore e Psiche sia bene riescito, e messa assieme de due quello che riescirà meglio [..]".
- Gaspero Bruschi, Venere che si cava la spina, (1747). Collezione privata.[57]
- Gaspero Bruschi, Venere dei Medici, (1747). Sesto Fiorentino, Museo Richard-Ginori della Manifattura di Doccia.[58]
- Gaspero Bruschi, Diana e Callisto, (1750 c.). Firenze, Museo Stibbert.[59]
- Laocoonte, (1750 c.). Milano, Museo Poldi Pezzoli.

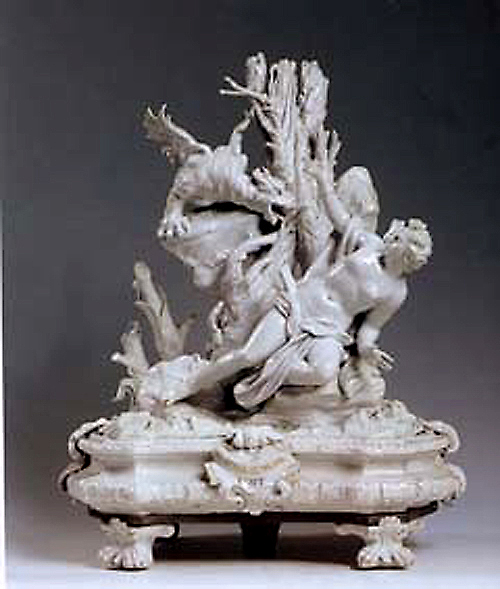
Gruppo di Andromeda e l'orca. Ginori a Doccia, 1750 c. Firenze, Museo Stibbert.

Probabilmente trova la sua fonte iconografica in un bronzo di Giovanni Francesco Susini e ricalca una cera di Vincenzo Foggini come scritto nell'inventario settecentesco: "[..] Gruppo dell'Aoconte. Del Foggini con forme. Pezzi 24."
- Venere e Adone, (1750 c.). Sesto Fiorentino, Museo Richard-Ginori della Manifattura di Doccia.

Trae la foggia da un modello di Massimiliano Soldani Benzi come recita l'inventario: "N° 36 Adone e Venere. Di Massimiliano Soldani in cera con forma."
- Mercurio ed Argo, (1750 c.). Collezione privata.[62]
- Perseo e Medusa, (1750 c.). Londra, Trinity Fine Art.[63]
- Ippomene, (1750 c.). Già mercato antiquario.[63]
- Le tre Parche, (1750-55 c.). Già raccolta Lapicirella.[64]
- Andromeda e l'orca, (1750 c.). Firenze, Museo Stibbert.

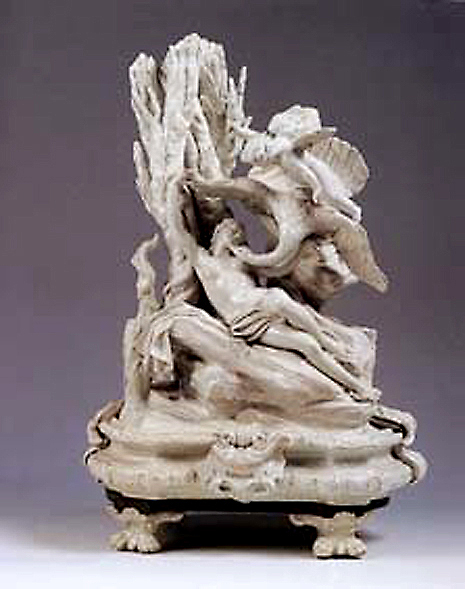
Gruppo di Leda con il cigno. Ginori a Doccia. 1750 c. Firenze, Museo Stibbert.

Noto è il gruppo in porcellana bianca nelle collezioni del Museo Stibbert che alla base, poggiante su piedi a zampe leonine, reca un cartiglio con scritto "MATRIS SUPERBI LUIT"; è inscritto "tra i modelli, nella Quarta stanza ed è citato come gruppo rappresentante Andromeda che è divorata dal mostro marino, di cera. Del Soldani [Benzi] con forma [..]."
- Leda con il cigno, (1750 c.). Firenze, Museo Stibbert.

Diverse sono le realizzazioni di questo soggetto più volte replicato nel primo periodo e la più significativa è conservata al Museo Stibbert. Il gruppo di Leda con il cigno nasce in coppia con quello di Andromeda e l'orca, con il quale ha in comune la foggia della base con cartiglio e in questo la scritta "RTIUM MEDITATUR AMOREM JUPPITER". "Il modello si trova nella Terza stanza al N1 Gruppo di Leda con alberi, e cigno, e con un putto in ginocchioni sopra il d.[ett]o Cigno in cera con forme. Del Soldani [Benzi] [..]." Altrettanto note altre due versioni di cui una più piccola di questo soggetto. Per quelli più grandi sono conservate nei musei sia le cere sia i bronzi di Soldani Benzi. Per quello piccolo gli artisti docciani si sono ispirati ad un'opera di Luca della Robbia.
- Il Giudizio di Paride, (1750 c.). Gazzada Schianno, Museo di Villa Cagnola.

"[..] due importanti gruppi scultorei, entrambi rappresentanti questo mito e derivati sempre da un modello di Soldani Benzi [..]" sono uno al Museo del Castello Sforzesco a Milano, l'altro al Museo di Villa Cagnola a Gazzada Schianno. Da notare, in un inventario, l'erronea attribuzione del modello a Girolamo Ticciati.

#### I soggetti religiosi, tratti dall'Antico e Nuovo Testamento
- Gaspero Bruschi, Pietà grande, (1745). Los Angeles County Museum of Art.

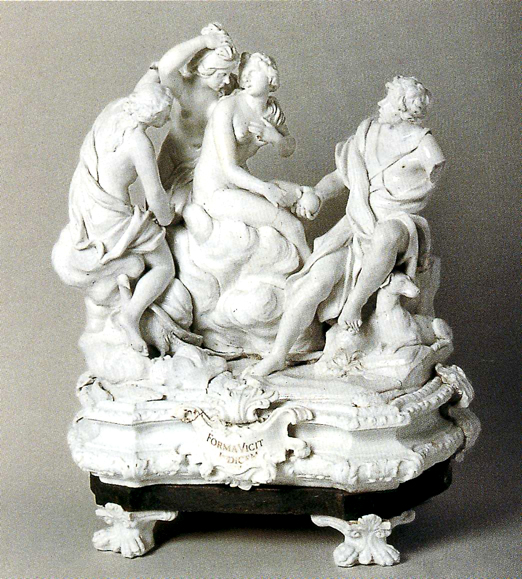
Il giudizio di Paride, Ginori a Doccia, metà del XVIII secolo. Museo di Villa Cagnola.

Di questa celebre opera si conoscono due versioni policrome e una bianca. Le due policrome sono conservate al Los Angeles County Museum of Art ed al Nationalmuseum di Stoccolma. Quella bianca nella collezione Corsini. A questi gruppi fa riferimento un documento del 1744:
- David e Golia, (1750 c.). Sesto Fiorentino, Museo Richard-Ginori della Manifattura di Doccia.[70]
- Giuditta taglia la testa ad Oloferne, (1750 c.). Londra, Trinity Fine Art.[N 30]
- La Samaritana al pozzo, (1750 c.). Collezione privata.[N 31]
- La Maddalena che bacia i piedi a Gesù Cristo, (1755 c.). Milano, Musei del Castello Sforzesco.[N 32]
- San Benedetto alla grotta, (1755 c.). Collezione privata.[N 33]

#### Altri soggetti
- Gaspero Bruschi, Macchina per l'Accademia etrusca di Cortona, (1750-51), Cortona, Museo dell'Accademia Etrusca e della città di Cortona, proprietà dell'Accademia Etrusca.
- Gaspero Bruschi (con successivi interventi di Giuseppe Ettel), Cammino, (1754), Sesto Fiorentino, Museo Richard-Ginori della Manifattura di Doccia.[75]

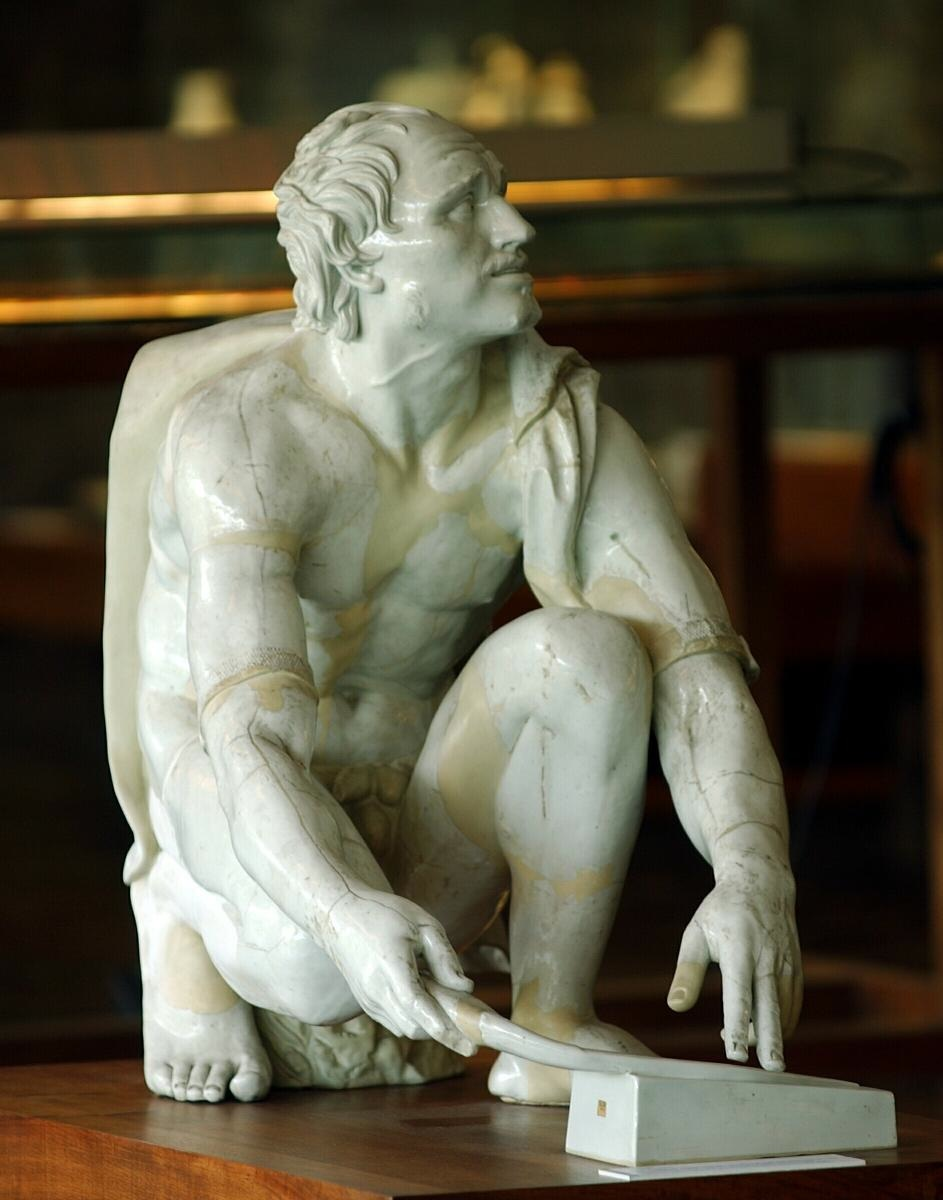
Gaspero Bruschi, Arrotino. Ginori a Doccia, (1745?). Museo Richard-Ginori della Manifattura di Doccia.

- Gaspero Bruschi, Arrotino, (1745?). Sesto Fiorentino, Museo Richard-Ginori della Manifattura di Doccia.[76]

(Da una lettera di Gaspero Bruschi a Jacopo Rendelli del 1745,)
- Ritratto dell'imperatrice Maria Teresa d'Austria, bassorilievo, (1744 c.). Sesto Fiorentino, Museo Richard-Ginori della Manifattura di Doccia.[77]

#### Bassorilievi, cammei e sartù
Merita un accenno la produzione dei bassorilievi istoriati che per le opere più note, fra cui "Le quattro stagioni" già menzionate, ha i riscontri sia nelle "Quattro stagioni" eseguite da Soldani Benzi tra il 1708 ed il 1711, su commissione di Ferdinando de' Medici, sia nelle opere di Giovan Battista Foggini e nelle fonti d'archivio.
I bassorilievi sono realizzati a Doccia principalmente dal Weber, e per i modelli in gesso si distingue Girolamo Cristofani.

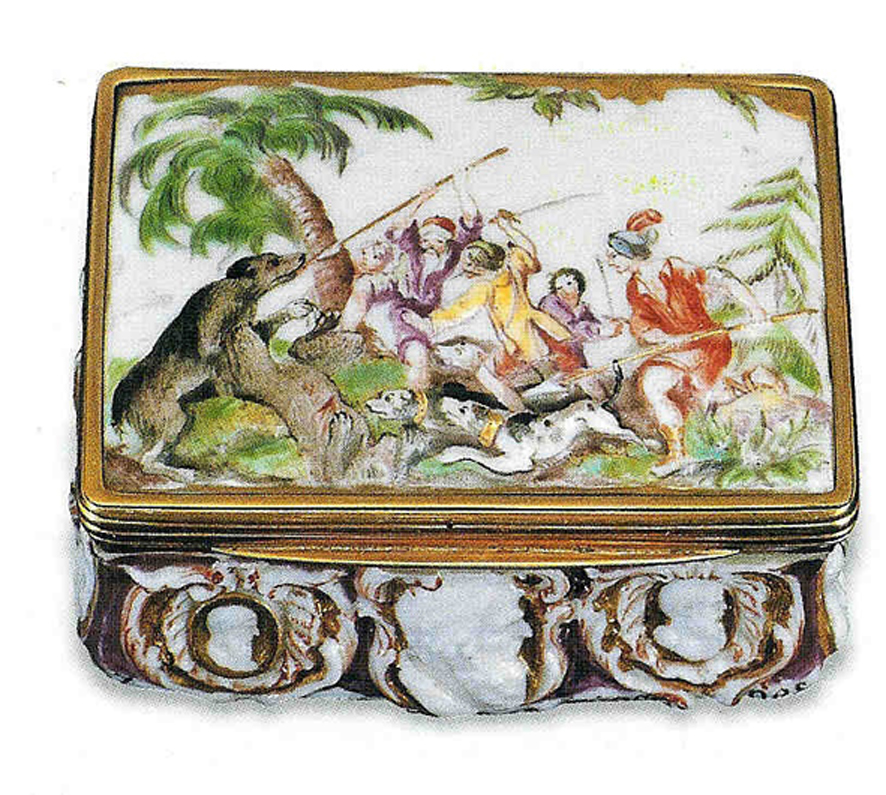
Tabacchiera dipinta con scena di caccia all'orso. Sul fronte decorazione a cammei. Ginori a Doccia, (1750 c.). Museo Richard-Ginori della Manifattura di Doccia.

Nel loro insieme i bassorilievi della manifattura Ginori, che in passato erano stati ascritti erroneamente alla fabbrica di Capodimonte, si esprimono in una molteplicità di soggetti: Il Giudizio di Paride, Plutone che rapisce Proserpina, Il trionfo di Galatea, Sileno sull'asino, Il saettamento dei Niobi, Il carro di Cerere, Ermafrodito e la ninfa Salmace, Liriope e Narciso, La caduta dei Giganti, Marsia scorticato da Apollo, Il trionfo di Bacco, Nettuno con cavalli Marini, Fetonte sul carro del sole, La caccia di Meleagro, Il banchetto degli dei.
Fra i soggetti celebrativi "un posto a sé spetta ai ritratti dell'imperatrice Maria Teresa e di suo marito Francesco Stefano", di cui si conoscono esemplari in porcellana bianca e policroma.
Anche nei cammei dal modellato simile a quello dei bassorilievi, le maestranze di Doccia raggiungono un ottimo risultato, come si evince da quelli realizzati per la "Macchina per l'Accademia etrusca di Cortona", il vaso con medaglie raffiguranti le duchesse di Lorena, le placchette con le raffigurazioni dei Cesari e i filosofi dell'antichità classica, nonché nelle tabacchiere e i soggetti a doppia parete, con l'apparire di cammei nei rilievi delle loro fogge.

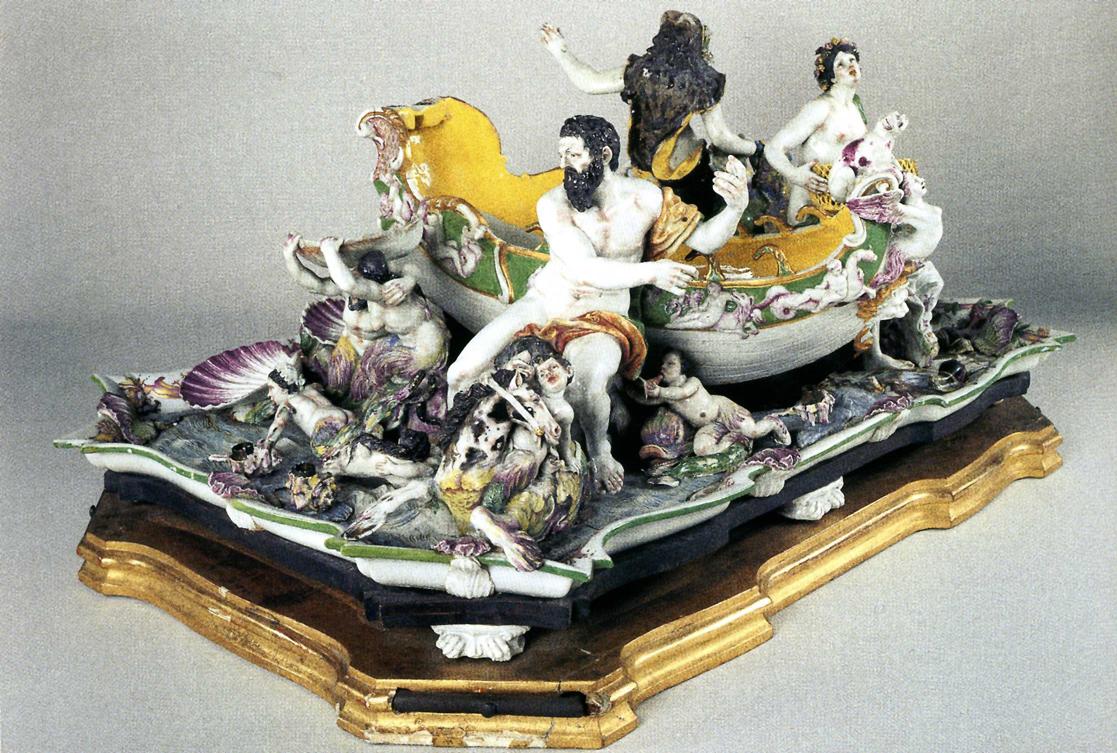
Sartù a forma di nave a lido. Ginori a Doccia, metà del XVIII secolo. Gazzada Schianno, Museo di Villa Cagnola.

I cammei ed i bassorilievi non saranno eseguiti soltanto in porcellana bianca e per le committenze prestigiose si metteranno all'opera i più bravi pittori, fra i quali emerge la figura di Giuseppe Romei (dal 1742 al 1752), anche se sono note raffinate interpretazioni policrome firmate da Carl Wendelin Anreiter, il miglior pittore di Doccia nel primo periodo.
Certamente non ultimi, per l'impegno profuso dalle maestranze di Doccia nel realizzarli, sono gli elaborati Trionfi, spesse volte policromi, che arricchiranno ulteriormente le sontuose tavole imbandite, rivaleggiando degnamente con quelli prodotti dalle manifatture europee di Meißen, Vienna e Sèvres.
La produzione di questi compositi esemplari richiederà tuttavia un tale dispendio di mezzi che la manifattura Ginori dopo il 1760 li andrà gradualmente eliminando dai cataloghi della manifattura. Si dividono in "Deser" o "Deserre", "Sartù" o, nelle forme più piccole, "Digiuné", composti il più delle volte da numerosi pezzi. Fra i soggetti celebri: "Sartù a forma di nave a lido, [..] con architettura con ringhiere, torre, ponti, colonne, fauni, vasi, statuine, caramoggi, panierine, Sartù rappresentante un'Architettura di rustico con piano di cristallo, quattro figurine e nove vasetti, Deserre rappresentante favole composto in tre pezzi con pergolati [..] fiori ed altro aggiunto ai viticci [..], Deserre rappresentante il faro d'Egitto con figure e fiori, Deserre rappresentante un Parter con figure e gruppi".

## Il secondo periodo: Lorenzo Ginori

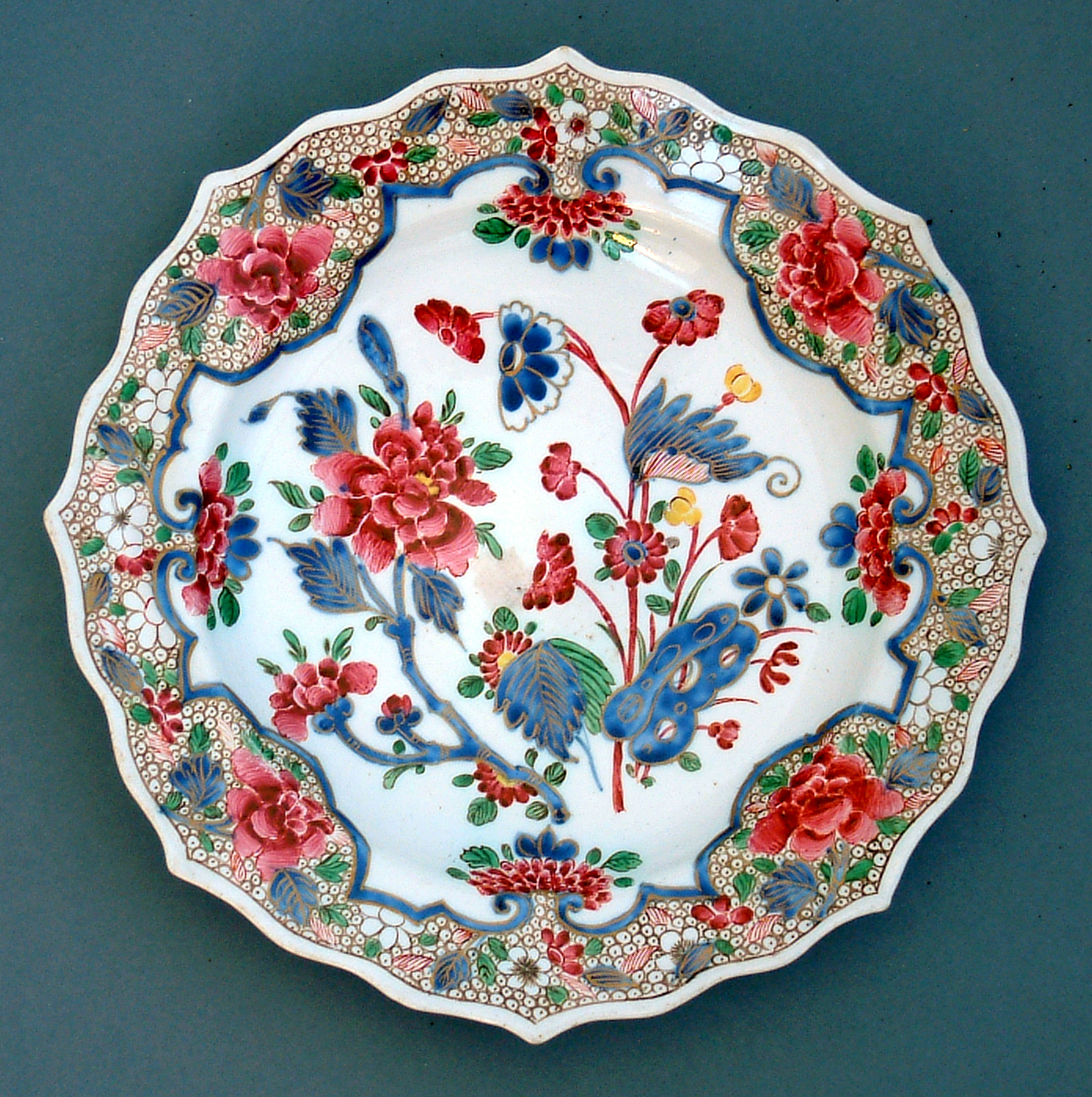
Piatto con decoro floreale al garofano di ispirazione orientale. Ginori a Doccia, terzo quarto del XVIII secolo.

Alla morte di Carlo Ginori nel 1757, sarà con il figlio Lorenzo, superati alcuni problemi successori con i fratelli Bartolomeo e Giuseppe e grazie ad una produzione sempre maggiore e differenziata, che la manifattura Ginori riuscirà a rafforzarsi e a porre definitivamente le basi per le sue affermazioni future.
L'atteggiamento di Lorenzo Ginori con le maestranze non ha le caratteristiche paterne di un pieno coinvolgimento. Infatti, afferma Biancalana, Lorenzo non appare "direttamente inserito nei processi produttivi e non vi è una comunanza con le problematiche del lavoro quotidiano", come le aveva avute il padre Carlo, chimico egli stesso della fabbrica e non soltanto proprietario e fondatore.

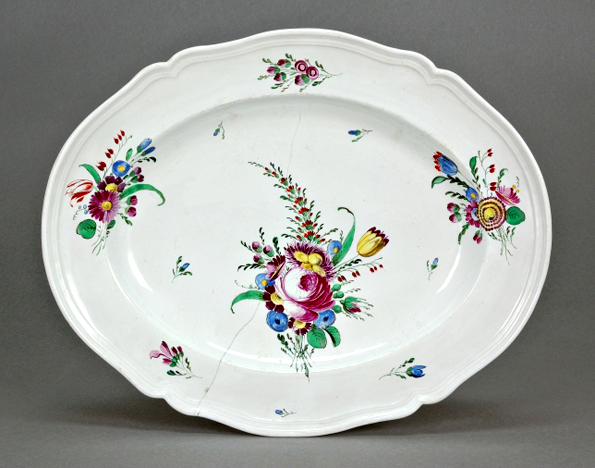
Vassoio decorato a mazzetti di fiori. Ginori a Doccia, terzo quarto del XVIII secolo. Museo internazionale delle ceramiche in Faenza.

Tuttavia si preoccuperà di apportare e sollecitare esperimenti e innovazioni tecnologiche fra cui degna di nota è la sistematica introduzione a partire dal 1761 dell'utilizzo di una composizione che, partendo da un biscotto a pasta dura prodotto con componenti reperite a basso costo e con uno smalto tenero tipico della maiolica, consentirà di ottenere risultati esteticamente validi con una spesa contenuta: è quello che, successivamente, nel 1779, sarà definito "masso bastardo".
Già precedentemente, nel periodo di Carlo, si parla di "porcellana bastarda", ma si tratta di due composti decisamente diversi. La manifattura Ginori utilizzò il "masso bastardo" per molti anni, finché il caolino importato dalla Francia non soppiantò progressivamente tutti gli altri; cosa che avverrà, compiutamente, solo nel primo quarto del XIX secolo.
Nel secondo periodo continuano le famiglie decorative, mutuate dal primo, anche se scema la forza espressiva del carattere tardo barocco, mentre il ductus tende ad allinearsi con leggiadra eleganza alle istanze del gusto rococò anche se, sottolinea Andreina d'Agliano, l'influenza dello stile Rocaille a Doccia è di breve durata e "già attorno al 1770 vengono inseriti motivi decorativi anticipatori dello stile neoclassico".

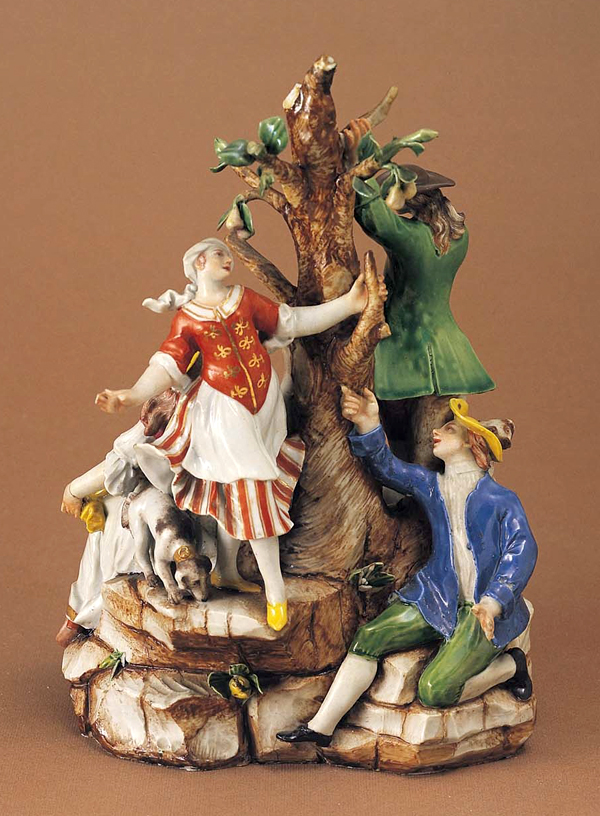
La raccolta delle pere, gruppo in porcellana policroma. Ginori a Doccia, ultimo quarto del XVIII secolo. Museo Richard-Ginori della Manifattura di Doccia.

Diffusi i decori, "a mazzi di fiori" (il cosiddetto "mazzetto" evoluzione dei "ciocchetti"), con il motivo alla "sassone", e il "galletto" che ora verrà dipinto in blu/oro e più tardi esclusivamente in rosso/oro, a paesi rossi e, nelle diverse varianti, a soggetti orientaleggianti, per citarne alcuni fra i tanti; continua più affievolita nel colore la produzione "a stampino" e con minor campitura quella a "tulipano".
Il periodo di Lorenzo non segna particolari stravolgimenti nella produzione scultorea, se non una sua lenta e progressiva diminuzione, appena toccata dall'influsso del rococò mentre nel campo del vasellame avviene un allineamento stilistico alle mode imperanti.

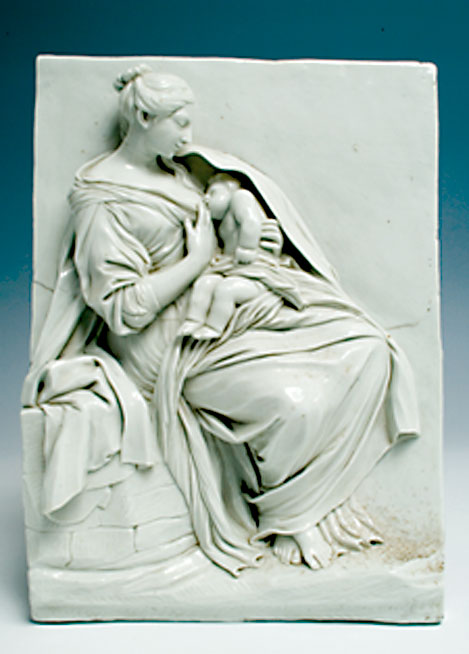
Maria sedente che allatta il Bambino Gesù. Altorilievo, Ginori a Doccia, 1780 c. Museo Richard-Ginori della Manifattura di Doccia.

Le plastiche grazie alle grandi capacità del nipote di Gaspero Bruschi, Giuseppe e, successivamente del capo degli scultori Giuseppe Ettel, succeduto alla carica nel 1780 alla morte di Gaspero Bruschi, maturano definitivamente la loro transizione verso il gusto rococò che, seppur mai così predominante come in altre manifatture europee ed italiane coeve, culminerà nell'ultimo quarto del XVIII secolo con la realizzazione di importanti gruppi, allegorici delle arti e a soggetto orientale e pastorale, di cui La raccolta delle pere, forse opera di Giuseppe Bruschi, riprodotta a fianco è un significativo esempio.
Opere di grandi dimensioni e notevole impegno vengono realizzate nel secondo periodo della manifattura Ginori; fra queste vengono ascritti a Giuseppe Ettel l'altare della chiesa di San Romolo a Colonnata, e quello della chiesa di Santa Maria e San Jacopo a Querceto.
Prosegue anche la produzione di bassorilievi, come si evince dalla Maternità riprodotta a fianco, di cui è conservata la cera al Museo Richard-Ginori della Manifattura di Doccia, con esiti sensibili, siamo già al 1780, all'affermarsi del neoclassicismo.
Poco prima di concludere la sua esistenza, Lorenzo Ginori riesce a dare un assetto definitivo alla futura gestione della sua fabbrica, proprio in ragione dei dolorosi avvenimenti familiari, le dispute con i fratelli, che avevano segnato, dopo la morte di Carlo Ginori, i primi anni della gestione della manifattura.
Per questo il 10 febbraio 1792 ottiene dal granduca di Toscana un "Federcommesso Primogeniale Agnatizio, nonostante i divieti contenuti nelle veglianti leggi", che in via eccezionale, assegna in perpetuo la fabbrica al primogenito della famiglia.
Con quest'atto egli riesce ad assicurare alla manifattura di famiglia un passaggio successorio indolore, consentendole di concentrarsi esclusivamente nelle strategie produttive finalizzando a questo scopo tutte le risorse disponibili.

## Il terzo periodo: Carlo Leopoldo Ginori Lisci

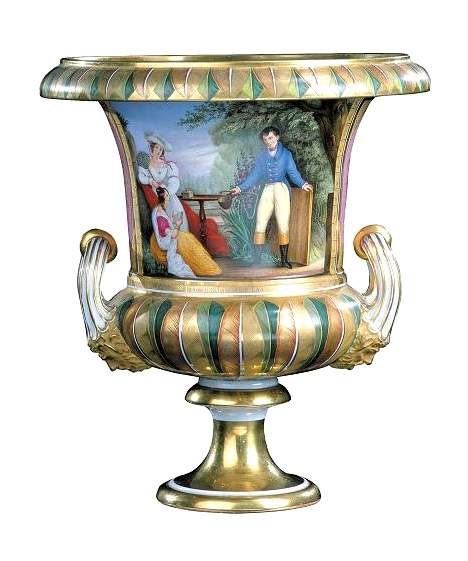
Vaso "a cratere" con la rappresentazione di una partenza per la caccia. Ginori a Doccia, primo quarto del XIX secolo. Museo Richard-Ginori della Manifattura di Doccia.

Alla morte di Lorenzo Ginori, avvenuta nel 1791, la manifattura non ebbe un successore diretto, in quanto il primogenito di Lorenzo, Carlo Leopoldo Ginori Lisci, aveva solo un anno. "Di fatto, pertanto, l'amministrazione della Fabbrica di famiglia spetta alla madre di Carlo Leopoldo, Francesca Lisci, fino alla maggiore età del figlio."
Tutore del bambino viene nominato lo zio Giuseppe Ginori, nonostante i difficili rapporti intercorsi con Lorenzo Ginori; sarà proprio il marchese Giuseppe a svolgere un ruolo determinante, assieme a Francesca Lisci, nella gestione ed organizzazione della manifattura.
Il periodo della tutela e quello proprio all'assunzione della diretta responsabilità da parte di Carlo Leopoldo saranno segnati da differenti atteggiamenti nei confronti della gestione della fabbrica: al primo appartiene una gestione artistica in continuità con la precedente, mentre con la maturità di Carlo Leopoldo si assiste ad un progressivo aumento del peso della famiglia Fanciullacci nelle scelte sulla conduzione della manifattura, a volte a stento frenata dalla pur forte personalità di Carlo Leopoldo Ginori Lisci.
Andreina d'Agliano e Luca Melegati individuano nel periodo di Carlo Leopoldo Ginori Lisci (1792-1837), una notevole influenza dello Stile Impero, che come logica conseguenza degli "avvenimenti politici della Toscana, entrata nell'orbita napoleonica agli inizi del XIX secolo prima con il Regno d'Etruria e poi con la diretta amministrazione di Elisa Baciocchi, granduchessa di Toscana dal 1809 al 1814 indussero il Ginori a intrattenere intensi rapporti commerciali con la Francia".

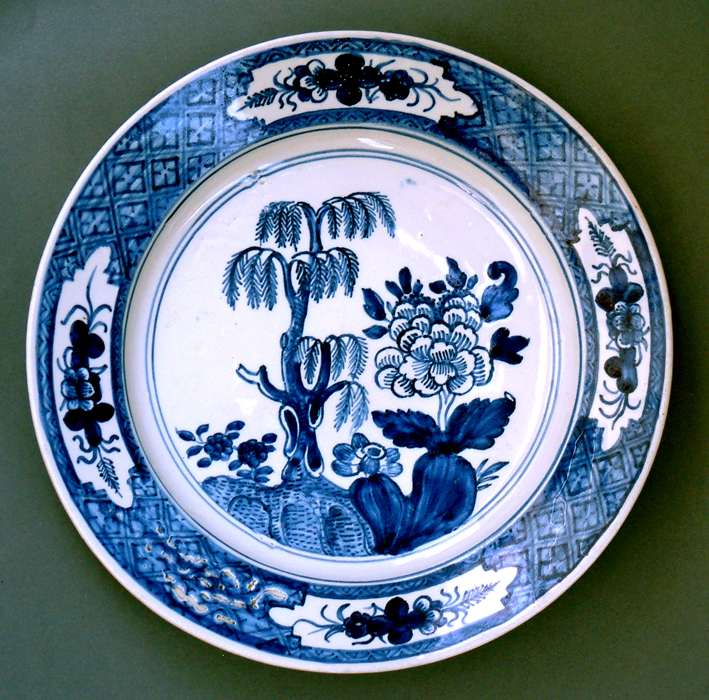
Piatto con decoro all'orientale in bianco e blu. Ginori a Doccia, fine del XVIII secolo.

Accortamente ottiene la nomina a ciambellano di Napoleone I e con questo viatico intratterrà frequenti rapporti con il direttore della Manifattura reale di Sèvres Alexandre Brogniart, uomo di notevole esperienza sia nella scelta dei materiali e nella loro migliore composizione chimica, sia nelle tecniche di cottura. Inoltre per completare le sue conoscenze farà viaggi in Inghilterra, Germania e Austria.
Questo si riverbera nei meccanismi produttivi della manifattura con notevoli innovazioni tecnologiche: dalla messa a punto del forno alla francese nel 1806 "[..] che permetteva, rispetto a quelli rettangolari [fino ad allora in uso], una migliore distribuzione del calore", a quello all'italiana, tra il 1816 ed il 1818, di forma circolare a quattro piani alto dodici metri, all'utilizzo delle terre provenienti da Saint Yrieix in Francia, che provocherà il lento abbandono di quelle del Tretto e di Montecarlo.
In conseguenza anche il masso bastardo scema nell'utilizzo attestando ormai, nella produzione di porcellana, l'uso prevalente dell'impasto alla francese, con le stesse terre e la composizione chimica, utilizzati nella manifattura di Sèvres.

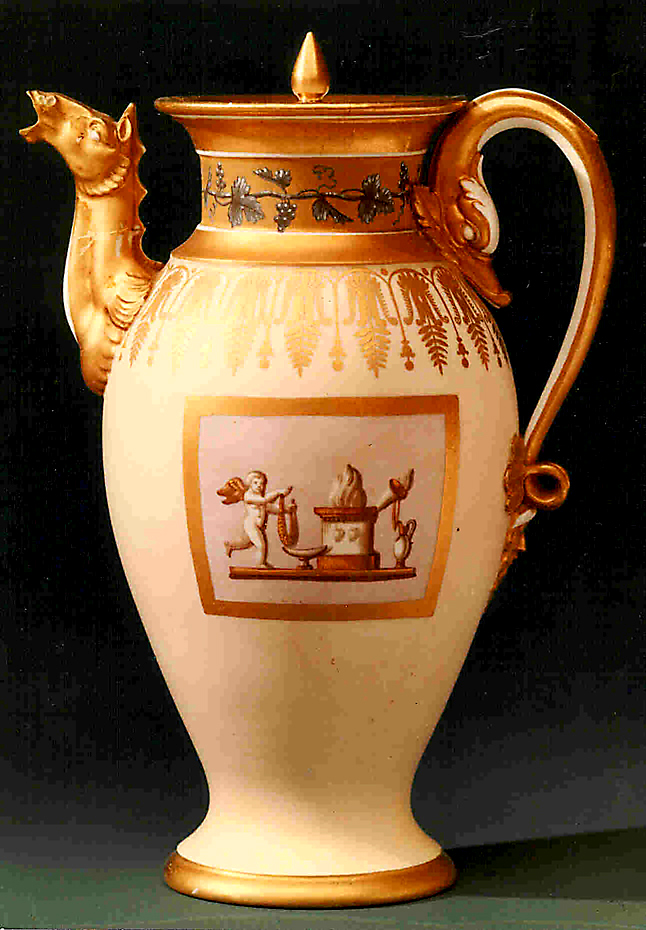
Cioccolatiera dipinta con decori e scena, entro riquadro, d'ispirazione classica. Ginori a Doccia, primo quarto del XIX secolo. Museo Richard-Ginori della Manifattura di Doccia.

Di concerto con i materiali anche le fogge e i decori di questo periodo testimoniano una progressiva acquisizione dei modelli francesi tipici del primo impero, e per ampliarne le tipologie nel 1821 Carlo Leopoldo, molto legato come il padre alla città partenopea, acquista i modelli di Capodimonte e della Real Fabbrica Ferdinandea, con diritto alla riproduzione del marchio (la N coronata).
Complessivamente le scelte strategiche della manifattura Ginori si dimostrano vincenti, lasciando indenne la fabbrica di Doccia dalle ripercussioni delle guerre napoleoniche, che caratterizzeranno gli inizi del secolo diciannovesimo, proiettandosi così sul mercato industriale del secondo quarto dell'Ottocento, ben strutturata e in condizioni economiche floride.
Fra le decorazioni pittoriche prende campo il tema "a vedute" che il fiorentino Ferdinando Ammannati, già apprezzato pittore di vedute nella Real Fabbrica Ferdinandea, introduce nella manifattura Ginori, una volta giunto a Doccia nel 1809. L'Ammannati lavorerà con successo a Doccia sino al 1823, trasferendo nella manifattura di Doccia tutta l'esperienza maturata a Napoli e il raffinato gusto neoclassico della capitale borbonica.

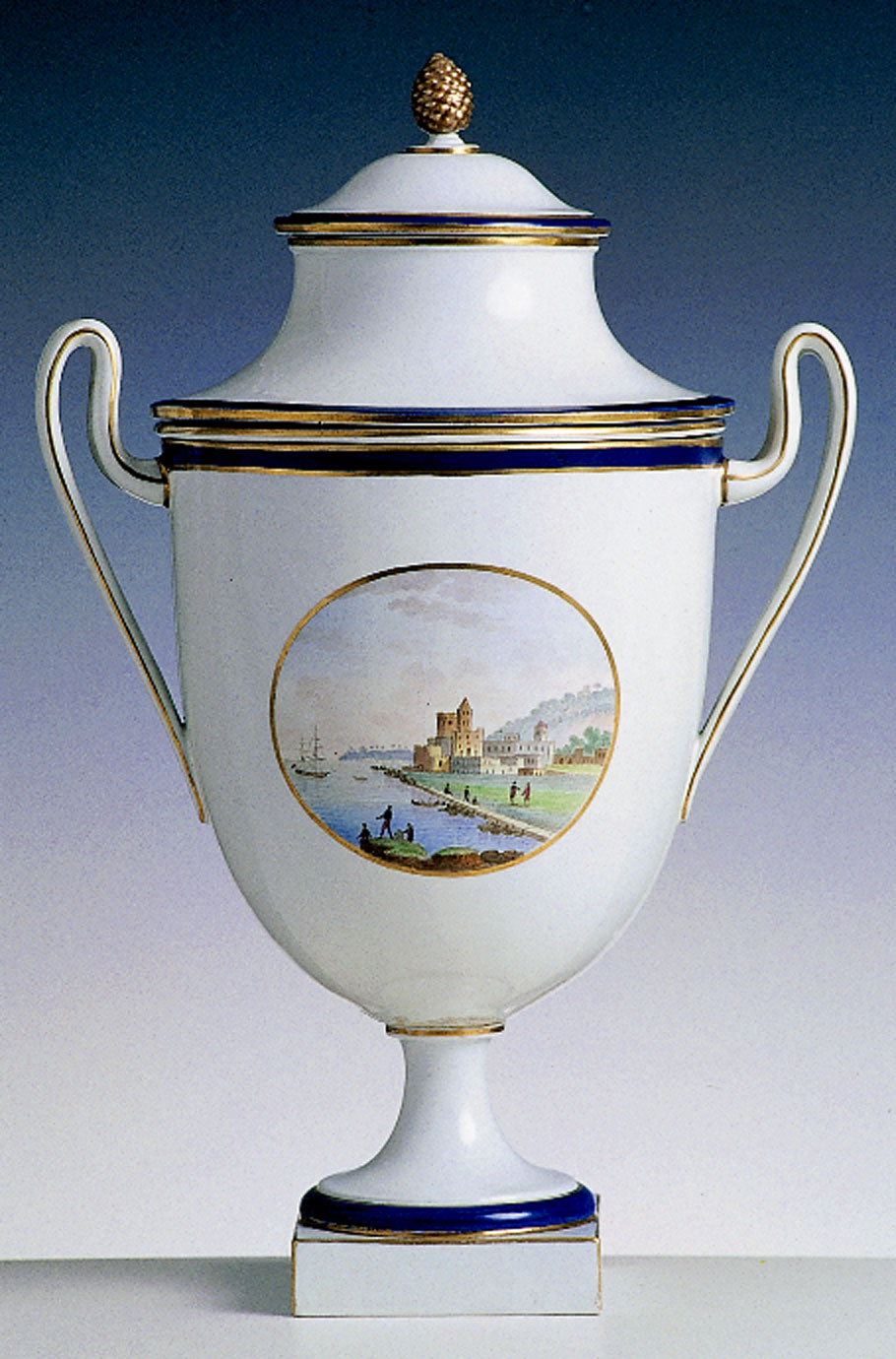
Geliera in porcellana dipinta con una veduta costiera. Ginori a Doccia, primo quarto del XIX sec. Museo Richard-Ginori della Manifattura di Doccia.

Le vedute comprenderanno rovine romane, architetture classiche, monumenti della Magna Grecia e scene mitologiche, anche sulla scorta del vasto corpus iconografico sulle aree archeologiche, con i reperti rinvenuti nella seconda metà del Settecento a Pompei, Ercolano e Stabia e diffuso attraverso celebri opere a stampa, con il ruolo determinante di Johann Joachim Winckelmann, e a cui parteciperanno i più famosi incisori del tempo: Raffaello Morghen, Paolantonio Paoli e Giovanni Volpato.
Completeranno queste rappresentazioni, vedute costiere della Campania, di Napoli, Roma e di piazze, palazzi e monumenti delle città e del territorio toscano.
Un certo rilievo ha il filone della ritrattistica di gusto neoclassico, mentre anche nel terzo periodo continuerà, con qualità ormai seriale, la produzione di servizi per la tavola decorati a "tulipano" e "mazzetto".
Non vi sono inventari nei primi anni della conduzione di Carlo Leopoldo Ginori, il primo è quello per le "sfornaciate" del 1812 da cui si rileva inequivocabilmente l'acquisizione, per le varie tipologie di decori a contorno dei motivi principali, dei caratteri propri allo stile impero: "gridellini", "meandri", "fasce", accorpando in questi nomi vari decori.
Le caratteristiche applicazioni plastiche di mascheroni, sfingi alate e leonine, a forma equina, d'oca, d'aquila, serpente, delfini e arpie, per citarne alcuni fra i tanti, completano nelle fogge i soggetti pittorici facenti parte del repertorio di derivazione classica e non solo.
Ne troviano conferma nell'inventario: "Vaso Etrusco dipinto con meandro d'oro a bassorilievo Velato, Festoni di Perle, e Cigni Bruniti e Velati, Piede, Coperchio tutto dorato." [..] "Bussolotti e piattini a Tegamino dipinti con Cartello nero, entrovi figure Bucchero, meandro d'oro e bordi d'oro, [..] Barca di Caronte a chiaro scuro, [..] Piattino con Mottetto Francese e Geroglifici Guerrieri, [..] Aquile brunite a Sgraffio, [..] con Ritratto di Napoleone [..] piattino con ritratto della Gran Duchessa miniato" e molti altri sulla stessa scia iconografica.
Altri artisti giungeranno a Doccia nei primi anni dell'Ottocento: il francese Giovanni David, il ginevrino Franc Joseph de Germain e il miniaturista Abraham Constantin, proveniente dalla manifattura di Sèvres, che fu maestro di Giovanni Crisostomo Fanciullacci, figlio di Giovan Battista già tra i migliori pittori e ministro della fabbrica dei Ginori.
Le realizzazioni plastiche rallentano notevolmente nel periodo di Carlo Leopoldo appena bilanciate dall'introduzione del biscuit che, già in uso nella fabbrica borbonica napoletana, non aveva avuto fortuna a Doccia con Lorenzo Ginori.
La produzione docciana in biscuit si concentra in statuine e gruppi realizzati su modelli della Real Fabbrica Ferdinandea con soggetti tratti primariamente dal repertorio archeologico. Nella produzione in biscuit, sempre di buon livello esecutivo, si distinguono raffinate tazzine con il ritratto di Elisa Baciocchi sorella di Napoleone.

## Il pieno Ottocento

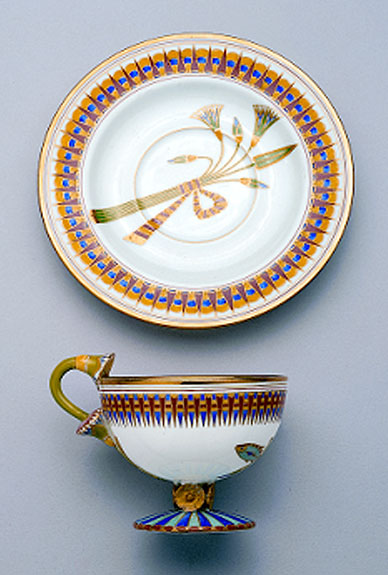
Tazzina con piattino del servizio per il Chedivè d'Egitto. Ginori a Doccia, 1874 c. Museo Richard-Ginori della Manifattura di Doccia.

Anche alla morte di Carlo Leopoldo, avvenuta nel 1837, il successore, il marchese Lorenzo, non aveva ancora la maggiore età e pertanto, la vedova, Marianna Garzoni Venturi, assunse l'amministrazione della fabbrica con l'aiuto del marchese Pierfrancesco Rinuccini.
Terminato il periodo della tutela e con la diretta assunzione di responsabilità, avvenuta nel 1847, Lorenzo II Ginori procede ad alcuni cambiamenti significativi sia nella gestione della manifattura sia nell'acquisizione di materiali che gli consentiranno di ridurre considerevolmente i costi di produzione.
Nella direzione della fabbrica si registra l'allontanamento definitivo della famiglia Fanciullacci e, per le innovazioni tecniche, fondamentali si rivelano le ricerche del chimico Giusto Giusti, stretto collaboratore del marchese Lorenzo, che sostituirà le terre provenienti da Limoges, dal costo elevato, con quelle inglesi della Cornovaglia a prezzi più contenuti.
Scrive Leonardo Ginori Lisci: «In questi anni la manifattura continuò la sua vita attiva, ma senza particolari novità. Unico fatto di un certo rilievo fu la partecipazione di Doccia alle esposizioni toscane», ottenendo nel 1861 la medaglia d'oro all'Esposizione Nazionale di Firenze.
Più intensa l'attività volta a penetrare i mercati intercontinentali e fra le esposizioni in cui riscuoterà un lusinghiero successo si annovera quella di New York del 1853, di Sydney del 1859, di Melbourne del 1881 e di Rio de Janeiro del 1884.

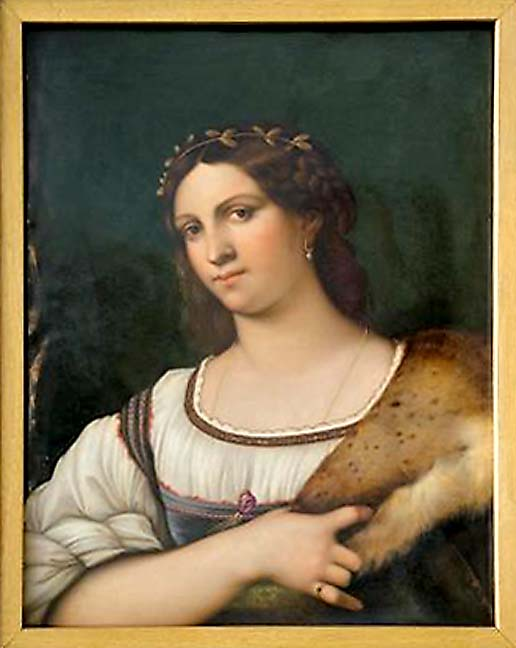
Placca in porcellana con la riproduzione di un dipinto di Sebastiano del Piombo. Ginori a Doccia, secondo quarto del XIX secolo. Museo Richard-Ginori della Manifattura di Doccia.

Nelle fogge di questo periodo assumono particolare importanza, sia il Vaso Medici, che ottiene un notevole successo alla mostra londinese del 1862, sia la tipologia dei grandi vasi ad orcio e quella dei vasi a tromba dal tipico decoro orientale, di grande apprezzamento alle esposizioni internazionali.
La metà dell'Ottocento si caratterizza per una definitiva evoluzione tecnica sul modello dei processi di lavorazione della manifattura di Sèvres raggiungendo un "[..] graduale perfezionamento della porcellana, che ormai è tutta "alla francese" [..] Anche la parte commerciale fu maggiormente seguita e curata, e la continua partecipazione a diverse esposizioni ne è la più ampia conferma".
Contemporaneamente fa il suo esordio la terraglia con decorazione in azzurro mentre inizia il successo della maiolica artistica volta a rielaborare tutta la grande stagione iconografica rinascimentale, manieristica e barocca.
Unitamente alla riscoperta dei secoli d'oro della maiolica, trova applicazione, sempre su maiolica, la corrente ottocentesca del Naturalismo con il pittore Giuseppe Benassai che si esprime in opere di notevoli dimensioni e per un breve periodo collaborerà nella manifattura.
Intorno agli anni '80 dell'Ottocento inizia a percepirsi il rapido declinare della stagione dell'Eclettismo, e anche le maestranze di fabbrica sentono preponderante l'influsso, peraltro mai sopito completamente, che nuovamente giunge in Europa dall'Estremo Oriente con i decori delle porcellane cinesi e giapponesi complici di vivificare con nuova "linfa vitale" l'arte ceramica, lasciandosi alle spalle il composito Eclettismo ottocentesco. Così nella fabbrica di Sèvres come a Doccia, ricompariranno delicati decori floreali caratterizzati da un ductus quasi calligrafico.
Notevoli incrementi si registrano nella produzione di quest'ultimo quarto di secolo con il numero delle maestranze giunto vicino ai 1500 operai mentre si assiste ad una diversificazione delle linee produttive rivolta, con successo, anche al settore elettrico e chimico.

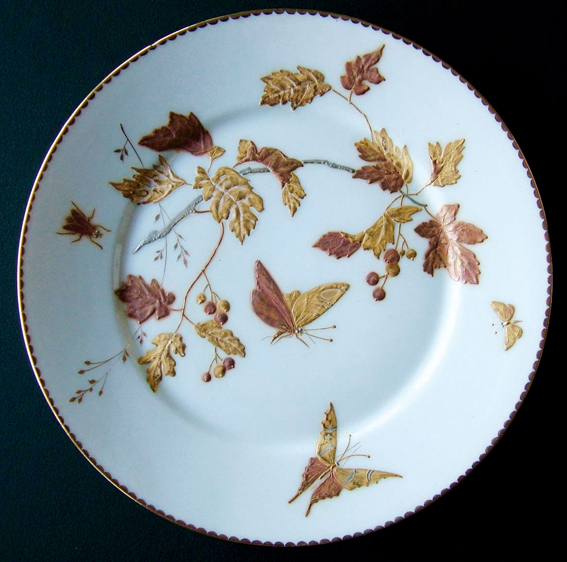
Piatto di prova del servizio per Umberto I di Savoia del 1881. Ginori a Doccia, 1881. Museo Richard-Ginori della Manifattura di Doccia.

Elemento di spicco in questi anni fu Paolo Lorenzini, prezioso e fidato collaboratore della famiglia Ginori in sostituzione dei Fanciullacci, fratello di Carlo Lorenzini, ben noto scrittore con lo pseudonimo di Collodi.
Tra i migliori pittori di questo periodo si segnalano Eugenio Riehl e Lorenzo Becheroni (figlio) al quale sono ascrivibili i noti servizi per Umberto I oggi conservati al Quirinale, mentre per le maioliche al naturalismo del Benassai seguirà, nel breve soggiorno a Doccia, la produzione di maiolica artistica in cui eccelle il pittore Angelo Marabini.
Nel 1878 muore Lorenzo II ed a lui succedono nella proprietà i suoi quattro figli. Al maggiore Carlo Benedetto viene affidata la direzione, coadiuvato da Paolo Lorenzini. La morte di quest'ultimo, avvenuta nel 1891, farà mancare al marchese Carlo Benedetto un elemento fondamentale per la gestione alla quale la successiva dirigenza, nominata dal marchese Ginori, mostrerà di non essere all'altezza.
Spinta anche da richieste di divisione portate avanti dai familiari, dalla necessità di un notevole sforzo di ammodernamento e dalla proposta di acquisto avanzata da Giulio Richard, la famiglia Ginori maturerà la non facile decisione di cedere nel 1896 all'industriale milanese l'azienda: «sì che i proprietari si decisero, nel 1896, a rinunciare alla gloriosa e secolare impresa di famiglia. Così la Manifattura, con tutta la sua esemplare organizzazione artistica e commerciale entrò in un organismo più vasto che assunse il nome di Richard-Ginori, società che è ben nota nell'Italia e nel mondo, e continua degnamente la tradizione dell'industria italiana della porcellana».

## Le marche

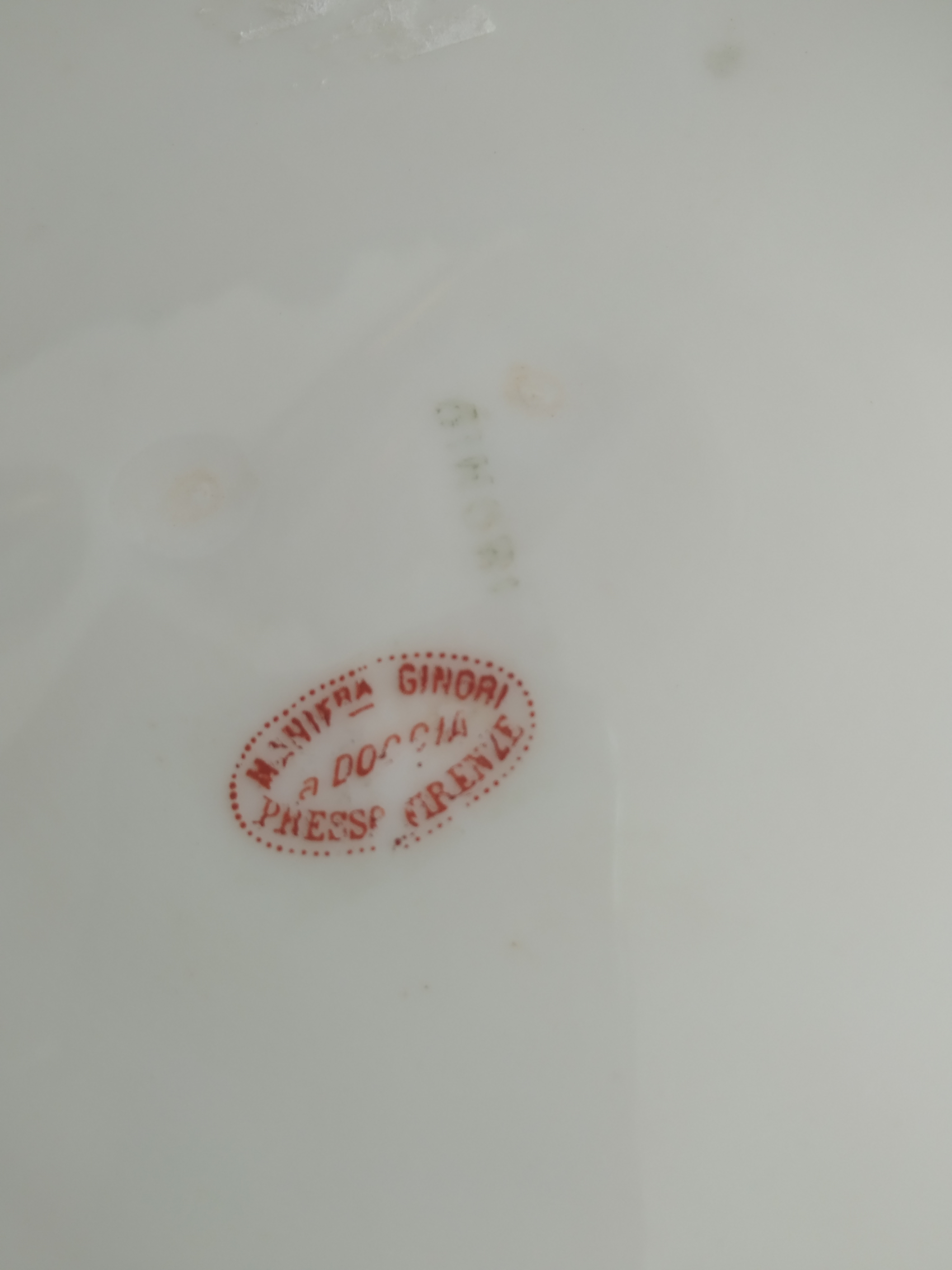
Marchio Ginori manifattura Doccia

La manifattura Ginori a Doccia nei primi anni, come, del resto, la manifattura viennese Du Paquier, non ha certamente utilizzato con continuità una marca, contrariamente a Meißen, anche se, indubbiamente, tentativi ce ne sono stati.
La cupola del Duomo di Firenze, per esempio, già distintiva della porcellana dei Medici, la stellina, o asterisco, a otto punte, le tre stelle presenti nello stemma della famiglia Ginori, unite anche alla cupola stessa, paiono essere stati, timidi tentativi di introduzione di un marchio di fabbrica; in mancanza di prove certe di questa volontà del marchese Carlo e del suo successore Lorenzo possono fornire solo un ulteriore elemento di discussione.
Sotto la direzione di Lorenzo Ginori, e su sollecitazione di Saint Laurent, si era pensato più volte di apporre una marca agli oggetti prodotti dai forni di Doccia sia per evitare contraffazioni sulle porcellane vendute a Napoli e là decorate in maniera approssimativa, sia perché c'è da presumere che Lorenzo, per motivi di "immagine", volesse contraddistinguere i propri prodotti da quelli della concorrenza, come, d'altro canto, ormai quasi tutte la manifatture facevano.
Si dovrà tuttavia attendere la gestione di Carlo Leopoldo Ginori per avere, con alterna continuità, una marca vera e propria, l'asterisco incusso (impresso), documentato sin dal 1780 quale semplificazione, quasi certa, delle già rammentate tre stelle presenti nello stemma della famiglia fiorentina. L'asterisco o stellina si ritroveranno nello stesso periodo, anche nella variante dipinta in oro o in rosso sopravernice, fino a tutta la prima metà dell'Ottocento alternate a volte da numerali dipinti o P (prima scelta) e F incusse. Successivamente, e in prevalenza sulla maiolica di uso comune, verrà impresso "GINORI" fino al 1840 circa, mentre contemporaneamente sulla porcellana appare la N coronata (con l'acquisizione dei modelli della Real Fabbrica Ferdinandea e il diritto alla riproduzione del suo marchio). Nella seconda metà dell'Ottocento tra il 1850 e il 1890 troviamo una G impressa entro losanga (in verticale) o Ginori dipinto entro un ovale. Negli ultimi decenni anche Manifattura Ginori in ovale centrato da una stella. Queste ultime due tipologie di marche si trovano dipinte nei colori: nero, blu, verde e rosso.

### Esplicative
1. ↑  Oggi inglobata nella zona nord della città.
2. ↑  "I fondamenti sui quali si basano le conoscenze chimiche di Carlo Ginori si riassumono prevalentemente nelle opere di cinque importanti figure: Johannes Kunckel, Pierre Joseph Macquer, René-Antoine Ferchault de Réaumur, Johann Heinrich Pott e infine Nicolas Lefevre".[5]
3. ↑  È documentato un "Gabinetto di Chimica che il marchese aveva fatto erigere e attrezzare nel suo palazzo in via de' Ginori a Firenze".[6]
4. ↑  Sotto il termine di arcanista (dal latino arcanum cioè segreto) nel XVIII secolo si intendeva un chimico ritenuto a conoscenza del segreto per fabbricare la porcellana ad imitazione di quella cinese e giapponese.[7]
5. ↑  È la terra che nei documenti d'archivio viene chiamata "Terra fatta portare dal Veneziano".[8]
6. ↑  Infaticabile sarà la ricerca e la sperimentazione delle terre per ottenere i migliori risultati. Fra le prime terre utilizzate da Carlo Ginori e riportate nei documenti sono citate quelle di: Siena (da diversi luoghi), Sestino, Montecarlo (da diversi luoghi), Pescia, Portoferraio, Arezzo, Galluzzo, Castelfranco di Sotto, Modigliana, Scarperia, Altopascio, Sansepolcro, Sesto Fiorentino e Fiesole, Barga, Monte Morello, Pistoia e Pietrasanta.[9]
7. ↑  Nel 1742, in occasione di un soggiorno viennese, scriverà alla moglie Elisabetta Corsini: "direte ad Jacopino se i crogioli con l'ultima terra di Montecarlo si spaccano può provarli con tre parti di detta terra di Montecarlo e una parte dei medesimi crogioli stati in fornace e macinati". Lo invita quindi a riutilizzare i crogioli che eventualmente si fossero spaccati durante la cottura, macinarli e unirli alla terra di Montecarlo per la preparazione dei nuovi impasti.[10]
8. ↑  Si rileva dai documenti conservati nell'Archivio della famiglia Ginori Lisci che il padre di Carlo, Lorenzo Ginori, aveva fatto giungere dall'oriente, via Goa e Lisbona, un servizio bianco/blu in porcellana Kangxi, recante lo stemma della sua famiglia, "chiamato familiarmente in casa Ginori Servizio Nagasaki".[13]
9. ↑  In Germania gli Hausmaler erano pittori indipendenti dalle manifatture, come ad esempio quella di Meißen, da cui compravano i pezzi bianchi e li decoravano nelle proprie abitazioni dove avevano il laboratorio. Celebri gli Hausmaler di Augusta.[18]
10. ↑  Dagli inventari si conoscono diversi soggetti dipinti da Carl e Anton Anreiter e fra questi: "Il traino dei cannoni", "Con scene di battaglia", "Con figure di orientale", "Con scene di mestieri di strada", "Con piante e serpi dipinte al naturale" (quest'ultimo è del figlio Anton).
11. ↑  L'approfondimento sulla figura di questo artista si deve principalmente ad Alessandro Biancalana in La figura di un secondo Johan Karl Anreiter, figlio di Karl Wendelin, saggio apparso sulla rivista Ceramica Antica, ottobre 1999 ed ancora "Johann Karl Wendelin Anreiter von Ziernfeld, in Der Schlern, anno 2000, n. 74.
12. ↑  Jacopo Fanciullacci (1705-1793) è l'esponente di maggior rilievo della famiglia. Sarà a capo delle fornaci, arcanista e "Ministro" (responsabile amministrativo) della Manifattura sin dagli inizi. Il padre Francesco era probabilmente colono presso i Ginori. I figli di Jacopo Anton Maria e Giovan Battista con i loro figli e nipoti saranno inseriti con mansioni amministrative o nella pittoria della manifattura fino all'esautoramento di tutta la famiglia da parte di Lorenzo II Ginori.[21]
13. ↑  Sulla certezza del nome scrive Biancalana: "[..] La grafia del nome Lhetournaus non è univoca: Le Torneau, Chethournaus o Leturnò, ma anche Nicholas Lethournaus, che è quella che sembra più attendibile, essendo ricavata dalla firma autografa del ceramista. [..] L'arrivo del francese in Italia potrebbe risalire al 1737, se si identificasse il Lhetournaus con un pittore, certo Nicola Netturnò francese, segnalato presso la Manifattura Antonibon a Nove fino al 27 agosto 1737 [..]."[12]
14. ↑  "Fra questi è da citare una teiera conservata al Museo delle Porcellane di Doccia, databile intorno al 1740-45, che volutamente riprende una delle cineserie tipiche di Johann Gregorius Hoeroldt."[25]
15. ↑  La dizione, tratta dagli antichi inventari di fabbrica, descrive questo tema decorativo dipinto con personaggi cinesi e realizzato con largo uso di oro.
16. ↑  Sono i caratteristici edifici cinesi largamente riprodotti in occidente nelle pitture e nelle stampe del Seicento e Settecento.
17. ↑  In questo senso, sulla scorta degli studi più recenti, Biancalana, giunge alla conclusione che "Non si può certo parlare, dunque, di neo classicismo, che, infatti, si affermerà solo qualche decennio dopo".[19]
18. ↑  "Di un certo interesse sono anche i gruppi tratti da alcuni bronzi di Agostino Cornacchini come Adone ferito e Endimione dormiente [..] Gli esemplari tratti dai modelli del Cornacchini sono caratterizzati da una maniera priva di quelle tensioni, a volte anche drammatiche, riscontrabili nelle sculture del Soldani Benzi. Infatti rispetto alle sculture di quest'ultimo, i tratti sono più distesi, con una maggiore morbidezza della forma anche se, a volte, si accompagnano ad un maggiore languore dei gesti."[28]
19. ↑  "Infine si può forse azzardare qualcosa di molto toscano in questa voglia di riutilizzare risorse scultoree già esistenti, di non buttare via niente, un approccio pragmatico alle ricchezze della vita, indubbiamente mischiato con un orgoglio sviscerato del passato, fenomeno che troverà il suo apice più avanti nel creare il glorioso "Tempietto" di Cortona."[29]
20. ↑  "Il riferimento di Filippo Della Valle potrebbe essere ad una copia della statua della sera [Crepuscolo] di Michelangelo posta nella Sagrestia Nuova di San Lorenzo in Firenze, che ha la sua realizzazione in porcellana in una scultura conservata al Museo del Castello Sforzesco a Milano." A cui si aggiungeranno quelle tratte dal repertorio classico custodito nei palazzi romani.[31]
21. ↑  "Il "masso Bastardo" di Doccia per merito dei marchesi Ginori sostiene brillantemente per l'audacia della modellazione il confronto con Meissen, anzi qualche volta per l'ingente mole delle sue plastiche è alla testa di tutte le manifatture d'Europa".[32]
22. ↑  Con l'espressione "arte figulina" s'intende l'arte del vasaio (dal latino figulina, femm. sostantivato di figulinus, der. da figulus, colui che lavora in creta, vasaio).
23. ↑  "Amore e Psiche, 1747, forme di Nicola Kinderman e Gaetano Traballesi da un modello di età ellenistica conservato alla Galleria di Firenze [gli Uffizi]".[34]
24. ↑  Carlo Ginori per farsi pubblicità negli ambienti della ricca nobiltà italiana, donava "prototipi stemmati" alle più prestigiose famiglie con cui entrava in contatto o di cui godeva l'amicizia, ottenendo il risultato di farsi pubblicità e ricevere importanti commissioni.[37]
25. ↑  " [..] negli inventari sono rammentati due distinti modelli di Amore e Psiche: uno tratto da Giovan Battista Foggini, il modello di riferimento del quale è certamente il bronzo oggi conservato al Detroit Institute of Arts, con la forma eseguita nel 1748 dal figlio Vincenzo Foggini, e l'altro che deriva da un bronzo di Massimiliano Soldani Benzi, oggi a Berlino. Di quest'ultimo si conosce anche la realizzazione in porcellana, nelle collezioni del Museo civico d'arte antica a Torino [..]."[54]
26. ↑  Foggia, nel significato di forma in cui si presenta una cosa.[55]
27. 1 2  Così nel testo.
28. ↑  "Il Laocoonte, oggi conservato al Museo Poldi Pezzoli a Milano ha forse la sua fonte in un bronzo del Susini, o in un originale di derivazione classica, ed è tratto da una cera di Vincenzo Foggini eseguita nel giugno 1748; [..]."[60]
29. ↑  Nel luglio 1744 lo stesso figlio di Massimiliano, Ferdinando Soldani Benzi, aveva ricevuto un cospicuo pagamento per prezzo di una forma di un gruppo rappresentante una pietà. Si dovrebbe trattare della forma di un importante gruppo, del quale oggi conosciamo tre esemplari in porcellana: quello di proprietà dei principi Corsini in bianco e due versioni policrome, la prima conservata al Los Angeles County Museum of Art e l'altra al Nationalmuseum di Stoccolma.[69]
30. ↑  "Il gruppo del sacrificio di Abramo è tratto dal bronzo eseguito per l'Elettrice Palatina Anna Maria Luisa de' Medici, da Giuseppe Piamontini nel 1722, che Jennifer Montagù ha indicato come prototipo per la porcellana; si trattava del secondo di quattro bronzi sacri che aveano per tema fatti narrati nell'Antico Testamento: gli altri tre erano Il sacrificio della figlia di Jefte, Giuditta che taglia la testa ad Oloferne e David con la testa di Golia."[71]
31. ↑  "N 5. Gruppo della Sammaritana con Gesù Cristo al pozzo. Del Ticciati. In cera con forma."[72]
32. ↑  "Il gruppo della Maddalena si ricorda tra i modelli nella terza stanza come Gruppo della Maddalena, che bacia i piedi a Gesù Cristo e il Fariseo in piedi. Del Soldani [Benzi] in cera con forma, [..]."[73]
33. ↑  Le plastiche con soggetto di San Benedetto trovano riscontro nella cera di Soldani Benzi conservata al Museo di Doccia.[74]
34. ↑  In questa missiva il Bruschi manifesta alcune perplessità, di natura tecnico esecutiva, sugli ordini del marchese Ginori per la realizzazione di una scultura di così grandi dimensioni (quasi a grandezza naturale).[76]
35. ↑  I quattro bronzi sono attualmente conservati al Bayerisches Nationalmuseum di Monaco di Baviera, mentre i modelli in terracotta sono al Museo degli Argenti di Palazzo Pitti a Firenze e le cere al Museo delle porcellane di Doccia.[78]
36. ↑  "[..] il primo riferimento alla loro produzione risale al 1744 quando il mercante veneziano Marco Zuana in data 22 agosto 1744 scrive al marchese Ginori; ho inteso con mia soddisfazione, che il consaputo ritratto della Regina sia arrivato senza nocumento, e che l'abbia ritrovato di sua soddisfazione. Il ritratto era giunto a Vienna e di questo dono si riscontrano numerose tracce nella corrispondenza tra Carlo Ginori ed il barone Charles von Pfutschner; [..]". Un ritratto di Maria Teresa è attualmente conservato al Museo Richard-Ginori della Manifattura di Doccia.[81]
37. ↑  "In questa opera è inserita una medaglia che rappresenta congiuntamente Maria Teresa d'Austria e Francesco Stefano di Lorena e ben settantatré della cosiddetta serie medicea, eseguite in bronzo da Antonio Francesco Selvi dal 1739 in poi [..] medaglie tutte su fondo azzurro [..]".[59]
38. ↑  "[..] sono ad oggi conosciute anche quattro placche policrome di elevata qualità, una delle quali, con la rappresentazione della scena del saettamento delle figlie di Niobe, porta la firma del Capo dei pittori Carl Wendelin Anreiter." La placchetta, databile al 1745 c., è conservata al Trinity Fine Art di Londra.[80]
39. ↑  Sartù: [..] O sia specie di Trionfo che si colloca in mezzo alle gran tavole dove si ripongono saliere, zuccheriere, ecc.[82]
40. ↑  Parter, dal fr. Parterre: "Luogo delizioso ad aiuole con scompartimenti ornati d'erbe e fiori."[83]
41. ↑  Tratto pittorico, espressione pittorica.
42. ↑  Così chiamato per la forma derivata dai crateri di epoca ellenistica.
43. ↑  Sin dall'età giovanile aveva compiuto viaggi a Napoli accompagnato dal Fanciullacci, e visitato le fabbriche Poulard Prad. Giustiniani e dei fratelli Migliuolo.[90]
44. ↑  Riproduzione del vaso a cratere, di forma neoattica, istoriato con il tema del "Trionfo del sole", conservato sin dall'epoca rinascimentale prima a Villa Medici a Roma e poi trasferito a Firenze.[94]
45. ↑  Lorenzo Becheroni e il figlio, al quale dette il suo stesso nome, lavorarono entrambi come pittori nella manifattura Ginori.
46. ↑  Anche se comunemente la stellina o asterisco vengono attribuiti ad un periodo che non oltrepassa il primo quarto dell'Ottocento, è significativo l'esempio del vaso a cratere "esposto nel 1851 al Crystal Palace di Londra in occasione della Great Exhibition of the works of industry of all Nations" che reca un asterisco (stellina), dipinto in oro, sotto il piede del vaso.[103]

### Bibliografiche
1. ↑   Monika Poettinger, An aristocratic enterprise: the Ginori porcelain manufactory (1735–1896), in Business History, vol. 64, n. 2, 2020,  pp. 359-384, DOI:10.1080/00076791.2020.1801643.
2. ↑  d'Agliano 2005, p. 66.
3. 1 2 3  Biancalana 2009, p. 16.
4. 1 2  Biancalana 2009, p. 27.
5. ↑  Biancalana 2009, pp. 15, 24.
6. ↑  Ginori Lisci 1963, p. 23.
7. ↑   "Arcanista" nel Dizionario di Sapere.it, su sapere.it. URL consultato il 2 maggio 2010.
8. ↑  Biancalana 2009, p. 212.
9. ↑  Biancalana 2009, pp. 205-206.
10. ↑  Biancalana 2009, p. 17.
11. ↑  Biancalana 2009, p. 174.
12. 1 2 3  Biancalana 2009, p. 28.
13. ↑  Biancalana 2009, p. 14.
14. ↑  Ginori Lisci 1963, p. 26.
15. ↑  Biancalana 2009, p. 177.
16. ↑  Biancalana 2009, p. 121.
17. ↑  Levy 1960, p. 64.
18. ↑   Cinzia Piglione-Francesca Tasso, Arti minori, su books.google.it. URL consultato il 2 maggio 2010.
19. 1 2  Biancalana 2009, p. 39.
20. ↑  Biancalana 2009, p. 35.
21. ↑  Biancalana 2009, pp. 264-265.
22. ↑  Biancalana 2009, p. 36.
23. ↑  Biancalana 2009, p. 184.
24. ↑  Biancalana 2009, p. 137.
25. ↑  d'Agliano 2005, pp. 66-67.
26. ↑  Biancalana 2009, p. 129.
27. ↑  Monti 1988, p. 47.
28. ↑  Monti 1988, p. 55.
29. 1 2  Winter 2003, p. 20.
30. ↑  Biancalana 2009, p. 78.
31. 1 2  Biancalana 2009, p. 79.
32. ↑  Barbantini et al. 1932, II vol. p. 14.
33. ↑  Biancalana 2009, p. 41.
34. ↑  Biancalana 2009, p. 56.
35. ↑  Biancalana 2009, pp. 50-51.
36. ↑  Biancalana 2009, pp. 107-111.
37. ↑  Biancalana 2009, p. 180.
38. ↑  Biancalana 2009, pp. 180-181.
39. ↑  Biancalana 2009, pp. 177-180.
40. ↑  Biancalana 2009, pp. 146-147.
41. ↑  Biancalana 2009, pp. 147-149.
42. ↑  Biancalana 2009, p. 149.
43. ↑  Biancalana 2009, pp. 150-152.
44. ↑  Biancalana 2009, pp. 152-153.
45. 1 2  Biancalana 2009, pp. 154-156.
46. ↑  Biancalana 2009, p. 159.
47. ↑  Biancalana 2009, pp. 159-160.
48. ↑   La decorazione Kakiemon su Sapere.it, su sapere.it. URL consultato il 21 giugno 2010.
49. ↑  Biancalana 2009, pp. 160-161.
50. ↑  Biancalana 2009, p. 161.
51. ↑  Biancalana 2009, p. 162.
52. ↑  Biancalana 2009, pp. 163-164.
53. ↑  Biancalana 2009, p. 47.
54. ↑  Biancalana 2009, pp. 54-55.
55. ↑   fòggia, in Treccani.it – Vocabolario Treccani on line, Roma, Istituto dell'Enciclopedia Italiana. URL consultato il 7 marzo 2024.
56. 1 2  Biancalana 2009, p. 46.
57. ↑  Biancalana 2009, p. 48.
58. ↑  Biancalana 2009, p. 49.
59. 1 2  Biancalana 2009, p. 51.
60. ↑  Biancalana 2009, p. 89.
61. ↑  Biancalana 2009, p. 72.
62. ↑  Biancalana 2009, p. 65.
63. 1 2  Biancalana 2009, p. 66.
64. ↑  Biancalana 2009, p. 67.
65. ↑  Biancalana 2009, pp. 70-71.
66. 1 2  Biancalana 2009, p. 75.
67. ↑  Biancalana 2009, pp. 74-75.
68. ↑  Biancalana 2009, p. 68.
69. ↑  Biancalana 2009, pp. 42-43.
70. ↑  Biancalana 2009, p. 76.
71. ↑  Biancalana 2009, p. 77.
72. ↑  Biancalana 2009, p. 95.
73. ↑  Biancalana 2009, pp. 72-73.
74. ↑  Biancalana 2009, p. 100.
75. ↑  Biancalana 2009, p. 53.
76. 1 2  Biancalana 2009, p. 45.
77. 1 2 3  Biancalana 2009, p. 114.
78. ↑  Biancalana 2009, p. 107.
79. 1 2  Biancalana 2009, p. 111.
80. 1 2  Biancalana 2009, p. 112.
81. ↑  Biancalana 2009, p. 113.
82. ↑   Giuseppe Boerio, Dizionario del dialetto veneziano, su books.google.it. URL consultato il 4 maggio 2010.
83. ↑   Voce Parterre nel Dizionario etimologico online, su etimo.it. URL consultato il 2 agosto 2010.
84. ↑  Biancalana 2009, pp. 17-18.
85. ↑  Biancalana 2009, n. 4-6.
86. 1 2  d'Agliano e Melegati 2002, p. 16.
87. ↑  Biancalana 2009, p. 61.
88. 1 2  Biancalana 2009, p. 20.
89. 1 2  Biancalana 2009, p. 21.
90. 1 2 3  Biancalana 2009, p. 22.
91. ↑  Biancalana 2009, pp. 142-146.
92. ↑  Monti 1988, p. 87.
93. ↑  Monti 1988, p. 88.
94. ↑   Trionfo del sole, su art.richardginori1735.com. URL consultato il 9 maggio 2010 (archiviato dall'url originale il 2 luglio 2010).
95. ↑  Ginori Lisci 1963, pp. 111-112.
96. ↑  Monti 1988, p. 94.
97. ↑   King's collection, su art.richardginori1735.com. URL consultato il 9 maggio 2010 (archiviato dall'url originale il 26 marzo 2010).
98. ↑  Monti 1988, p. 100.
99. 1 2  Monti 1988, p. 101.
100. ↑  Ginori Lisci 1963, p. 124.
101. ↑  Biancalana 2009, p. 15.
102. ↑  Ginori Lisci 1963, p. 246.
103. ↑  Richard-Ginori 2007, p. 74.
104. ↑  Monti 1988, pp. 166-167.

### Testi
- Rita Balleri, Laura Casprini Gentile, Sara Pollastri e Oliva Rucellai, Carlo Ginori - Documenti e Itinerari di un gentiluomo del secolo dei lumi, Firenze, Polistampa, 2007, ISBN 88-596-0143-6.
- Nino Barbantini, Nello Tarchiani, Giuseppe Morazzoni e Giulio Lorenzetti, Il Settecento italiano (2 vol.), Roma, Edizioni Bestetti & Tumminelli, 1932.
- Elisabetta Bettio e Oliva Rucellai, L'Archivio storico Richard-Ginori della Manifattura di Doccia, Firenze, Polistampa, 2007, ISBN non esistente.
- Alessandro Biancalana, Porcellane e maioliche a Doccia. La fabbrica dei marchesi Ginori. I primi cento anni, Firenze, Polistampa, 2009, ISBN 978-88-596-0630-7.
- Andreina d'Agliano, Le porcellane italiane a Palazzo Pitti, Firenze, Centro Di, 1986, ISBN 88-7038-118-8.
- Andreina d'Agliano, Settecento Europeo e Barocco Toscano nelle porcellane di Carlo Ginori a Doccia, Roma, Palombi & Partner, 1996, ISBN 88-7621-339-2.
- Andreina d'Agliano, Porcellane di Doccia della collezione Stibbert, Firenze, Museo Stibbert Firenze-Polistampa, 2002, ISBN 88-8304-476-2.
- Andreina d'Agliano e Luca Melegati, Le porcellane europee della Collezione de Tschudy, Firenze, Giunti, 2002, ISBN 88-09-02517-2.
- Andreina d'Agliano, Fonti grafiche e stilistiche di alcuni temi decorativi della Manifattura di Doccia., Pisa, ETS, 2005, ISBN 88-467-1216-1.
- Alessandro Biancalana (a cura di), Quando la manifattura diventa arte. Le porcellane e le maioliche di Doccia, Pisa, ETS, 2005, ISBN 88-467-1216-1.
- Leonardo Ginori Lisci, La porcellana di Doccia, Milano, Electa Editrice, 1963.
- Arthur Lane, La porcellana italiana, Firenze, Sansoni, 1963.
- Saul Levy, Le porcellane italiane, Milano, Gorlich Editore, 1960.
- Giuseppe Liverani e Bruno Molajoli, Il Museo delle Porcellane di Doccia, Milano, Richard Ginori, 1967.
- Carlo Lorenzini, La Manifattura delle Porcellane di Doccia. Cenni illustrativi raccolti da Carlo Lorenzini, Firenze, Grazzini, Giannini e C., 1981  [1861].
- Luca Melegati, Le porcellane europee al Castello Sforzesco, Cologno Monzese, Artigrafiche Torri, 1999, ISBN non esistente.
- Raffaele Monti (a cura di), La Manifattura Richard Ginori di Doccia, Milano-Roma, Mondadori-De Luca, 1988, ISBN non esistente.
- Alessandra Mottola Molfino, L'arte della porcellana in Italia, Busto Arsizio, Bramante Editrice, 1976.
- Richard-Ginori s.p.a., Richard-Ginori, 1737-1937. Ceramiche dal Museo della Manifattura di Doccia., Roma, Gangemi, 2007, ISBN 978-88-492-1361-4.
- John Winter, Le statue del marchese Ginori. Sculture in porcellana bianca di Doccia. Catalogo della mostra (Firenze, 26 settembre-5 ottobre 2003), Firenze, Polistampa, 2003, ISBN 88-8304-617-X.

### Pubblicazioni annuali, periodiche e cataloghi
- Alessandro Biancalana, La Manifattura dei Ginori nel '700. Decorazioni Pittoriche e forme nella porcellana di Doccia da Carlo a Lorenzo Ginori (1737–1791), in Mario Burresi, La manifattura toscana dei Ginori. Doccia 1737–1791. Catalogo della Mostra, 1998.
- Alessandro Biancalana, La figura di un secondo Johan Carl Anreiter figlio di Karl Wendelin, in Ceramica Antica, n. 9, 1999.
- Alessandro Biancalana, Johann Karl Wendelin Anreiter von Ziernfeld (1702-1747), in Der Schlern, n. 2, 2000.
- Alessandro Biancalana, Die Entstehungsgeschichte der Manufaktur Doccia, in "Barocker Luxus Porzellan". Catalogo della Mostra, in Lehner Jobst C. e d'Agliano A. (a cura di), Kraftner J., 2005.
- Alessandro Biancalana, Terre, massi, vernici e colori della Manifattura Ginori dalla sua nascita agli albori del XIX secolo, in Faenza, vol. 4-6, 2006.
- Alessandro Biancalana, I pittori della Manifattura di Doccia dal 1740 al 1784, in Amici di Doccia - Quaderni, I, 2007.
- Andreina d'Agliano, Alcune porcellane di Doccia al Museo Civico di Torino, in Amici di Doccia - Quaderni, I, 2008.
- A. d'Albis e A. Biancalana, Un voyage a Paris de Bartolomeo Ginori en 1771, in Sèvres. Revue de la societè des Amis du Musée National de Ceramique, vol. 17, 2008.
- Angela Carola Perrotti, Porcellane di Doccia alla Floridiana, in Arte Illustrata, n. 49, giugno 1972.
- Angela Carola Perrotti, I marchi del giglio di Capodimonte e della "N coronata" ferdinandea nelle porcellane di Doccia, in Amici di Doccia. Quaderni, II, 2008.